# 京王6000系電車
京王6000系電車（けいおう6000けいでんしゃ）は、京王電鉄京王線用の通勤形電車。1972年から1991年に304両が製造され、2011年まで運用された。また、同社最後の「アイボリー」塗装の車両であった。
本稿では京王線上で東側を「新宿寄り」、西側を「京王八王子寄り」と表現する。編成単位で表記する必要がある場合は新宿寄り先頭車の車両番号で代表し、6731編成のように表現する。京王では京王八王子寄りを1号車として車両に号車番号を表示しているが、本稿では各種文献に倣って新宿寄りを左側として編成表を表記し、文中でたとえば「2両目」と記述されている場合は新宿寄りから2両目であることを示す。

## 概要
都営地下鉄新宿線への乗り入れを前提に設計され、京王で初めて20 m級並びに両開扉4ドアの車体を採用した。製造当時の法令に従い、6000系は A-A基準 を満足するよう設計されている。京王で初めて電気指令式ブレーキを採用し、主幹制御器がブレーキハンドルと一体化されたワンハンドルマスコンが採用された。
後述のように、最大幅2,844mmの初代5000系と同じ室内幅2,600mmを新宿線乗入で規定された最大幅2,800mmで実現するための設計上の工夫が施された。
先頭車は全車東急車輛製造（以下、東急）製、中間車は25両が東急製、7両が日立製作所（以下、日立）製であるほかは日本車輌製造（以下、日車）製である。
京王線全線・都営地下鉄新宿線で運用されたのち、1998年から2011年にかけて廃車が発生し、2004年に事業用車に改造された3両と静態保存された1両を除いて廃車・解体された。事業用車に改造された3両も、デヤ901形・902形に代替され2016年4月に廃車されている。

### 登場の経緯
三多摩地区開発による沿線人口の増加、相模原線延伸による多摩ニュータウン乗り入れ、都営地下鉄10号線（現都営地下鉄新宿線、以下新宿線と表記する）乗入構想により、京王線の利用客増加が見込まれ、相当数の車両を準備する必要に迫られるなか、製造費用、保守費用を抑えた新型車両として本形式が構想された。
新宿線建設に際してはすでに1号線（後の浅草線）を1,435mm軌間で開業させていた東京都は京成電鉄と1号線との乗り入れにあたり京成電鉄の路線を1,372mmから1,435 mmに改軌させた事例や、1,372 mm軌間の特殊性から運輸省（当時、2001年から国土交通省）と共に京王にも改軌を求めたが、改軌工事中の輸送力確保が困難なことを理由に改軌しないことで決着している。

## 京王の車両史での位置づけ
6000系は5000系の全長18 mに対し、京王線の建築限界を修正した上で、京王線用として初めて全長20 mの車体を採用した。6000系以降の京王線の新型車両は20 m車体となったが、7000系以降はステンレス車体となったため、6000系は京王線用として20 m級車体を採用した唯一の普通鋼製車両である。6000系で床面（台枠上面）の幅が5000系の最大2,700 mmから2,780 mmに拡げられたため、ホームの改修が行われ、5000系以前の車両は出入口の踏段を拡幅する工事が施工された。
最初の6編成の制御方式は5000系とほぼ同一の部品を採用した抵抗制御だったが、これ以外はすべて界磁チョッパ制御となり、7000系にもほぼ同じ方式が継承された。電気指令ブレーキとT形のワンハンドルマスコンは改良を加えながら6000系以降の京王線用車両に採用されている。
5000系では多種多様の台車が使用されたが、6000系ではほぼ同一形態の2種類の台車に統一され、基本構造は7000系、最終製造車を除く8000系まで継承された。
6000系は製造時から全車が冷房装置装備となり、初期の先頭車は集約分散式冷房装置を採用したが、途中から全車集中式冷房装置に統一され、以降新5000系に至るまで京王線では集約分散式の採用はない。
6000系304両の製造期間である1972年4月から1991年3月の19年間に7000系132両と併せて436両が製造され、井の頭線からの転用車20両、2600系15両、2000系・2010系・2700系合計103両、5000系17両、5100系24両の179両が廃車された。京王線の車両数は257両増加したことになり、この間にいわゆるグリーン車と、吊り掛け式駆動車が全廃された。
6000系304両の廃車は1998年1月から2011年3月にかけての13年間行われ、この間に8000系40両、9000系264両の合計304両が製造された。6000系を代替したのはすべてVVVFインバータ制御、ステンレス車体の車両であり、6000系の全廃により京王線の営業車から普通鋼製の電車が消滅した。6000系の廃車と並行して6000系とほぼ同じ制御装置を採用していた7000系のVVVF化改造工事が進められたが、京王線から界磁チョッパ制御車が消滅したのは6000系全廃後の2012年となった。

## 構造

### 外観

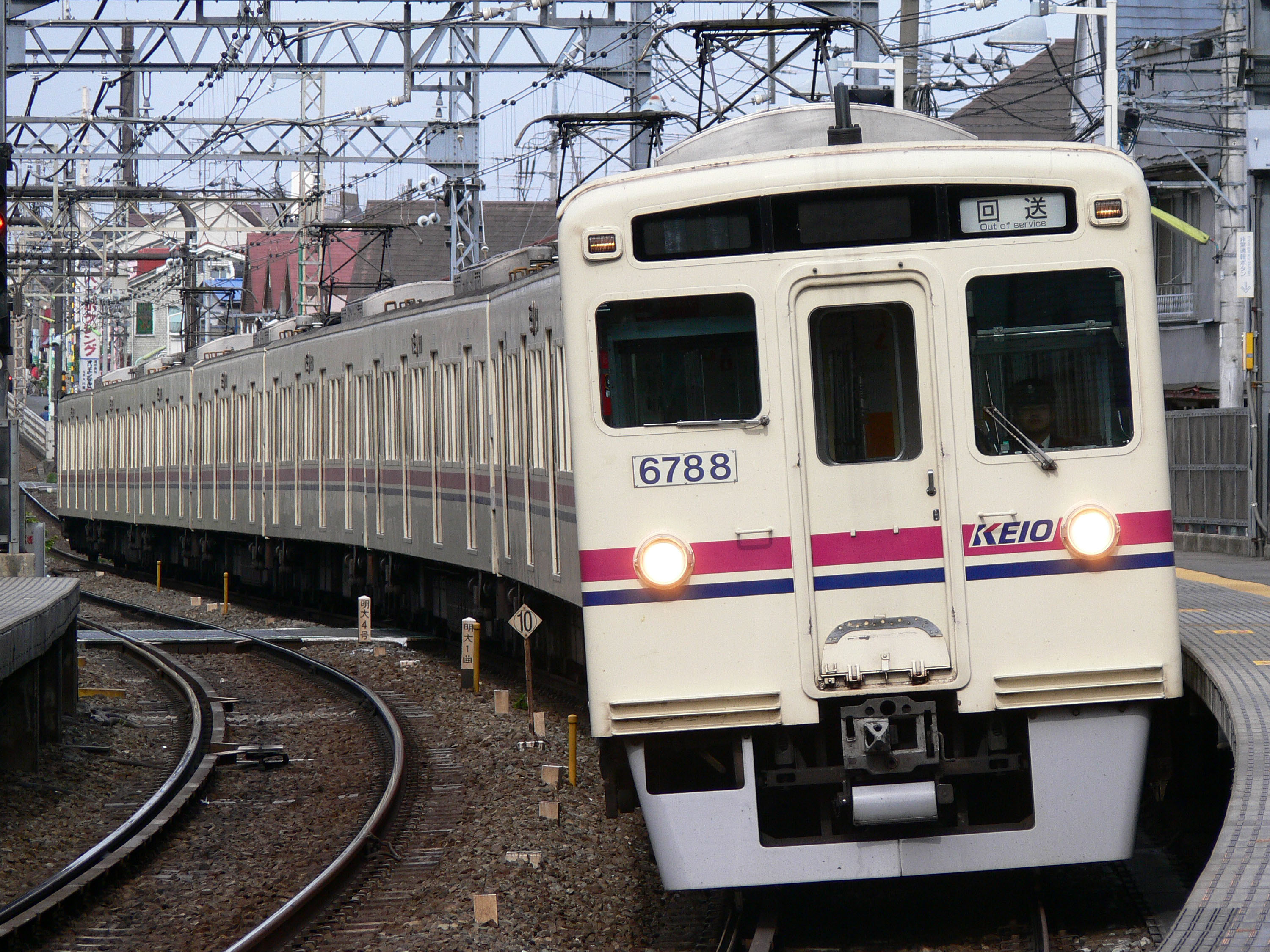
正面左右の窓の大きさが異なっている

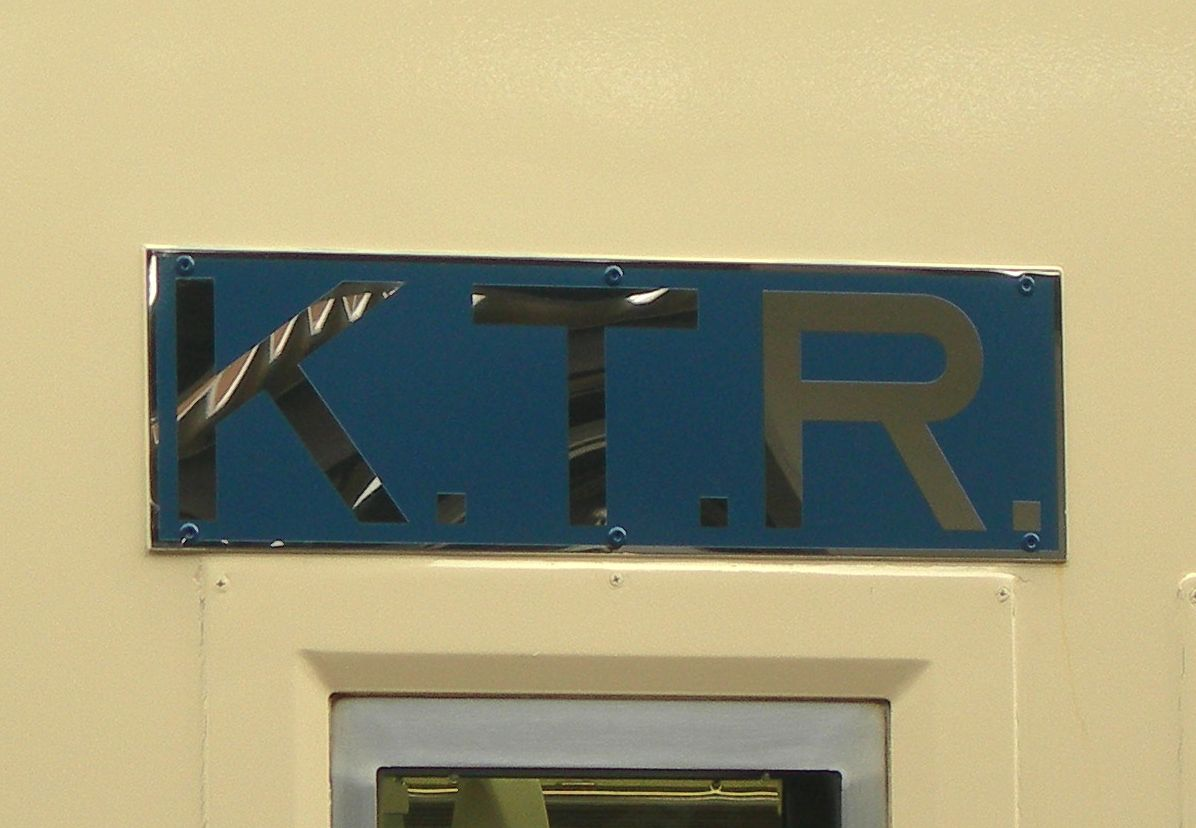
KTRのプレート
復刻塗装車のもの

新宿線乗り入れに対応するため、京王として初の20 m車体、1,300 mm幅両開き片側4扉の普通鋼製車体を採用した。最大幅2,844 mmの初代5000系と同じ室内幅2,600 mmを新宿線乗入協定で定められた最大幅2,800 mmで実現するため、側窓を1枚下降式として壁厚さを薄くする手法が取られ、6両編成で5000系7両編成に匹敵する収容力をもつものとされた。車体外幅は同寸法で車体をステンレス化する場合にコルゲートを追加できるよう2,780 mmとなり、5000系に続いてアイボリー色の車体の窓下にえんじ色の帯が巻かれた。登場前には窓上にも赤帯を巻くことも検討されたが、実現しなかった。従来の車両に取り付けられていた社紋の代わりに京王帝都電鉄を表すKTRのプレートが取り付けられた。
床面の車体幅が5000系の2,700 mmから2,780 mmに拡幅されたことと併せ、20 m車の導入に際して曲線上のホームとの干渉が発生するためホームの修正などの準備が行われたが、車両設計認可には時間を要した。
平面を中心とした凹凸や曲面の少ない外観となり、客室屋根高さを高く取るため屋根も平面に近くなった。側窓はサッシ付き一枚下降式で、床面から1,300 mmまで窓が下がる。戸袋窓が設けられ、戸袋窓にもサッシが付いた。サッシの角が角ばっているのは少しでも視界を広く取りたいためとされている。客用ドアは体格向上に併せ、5000系の高さ1,800 mmから1,850 mmに変更された。

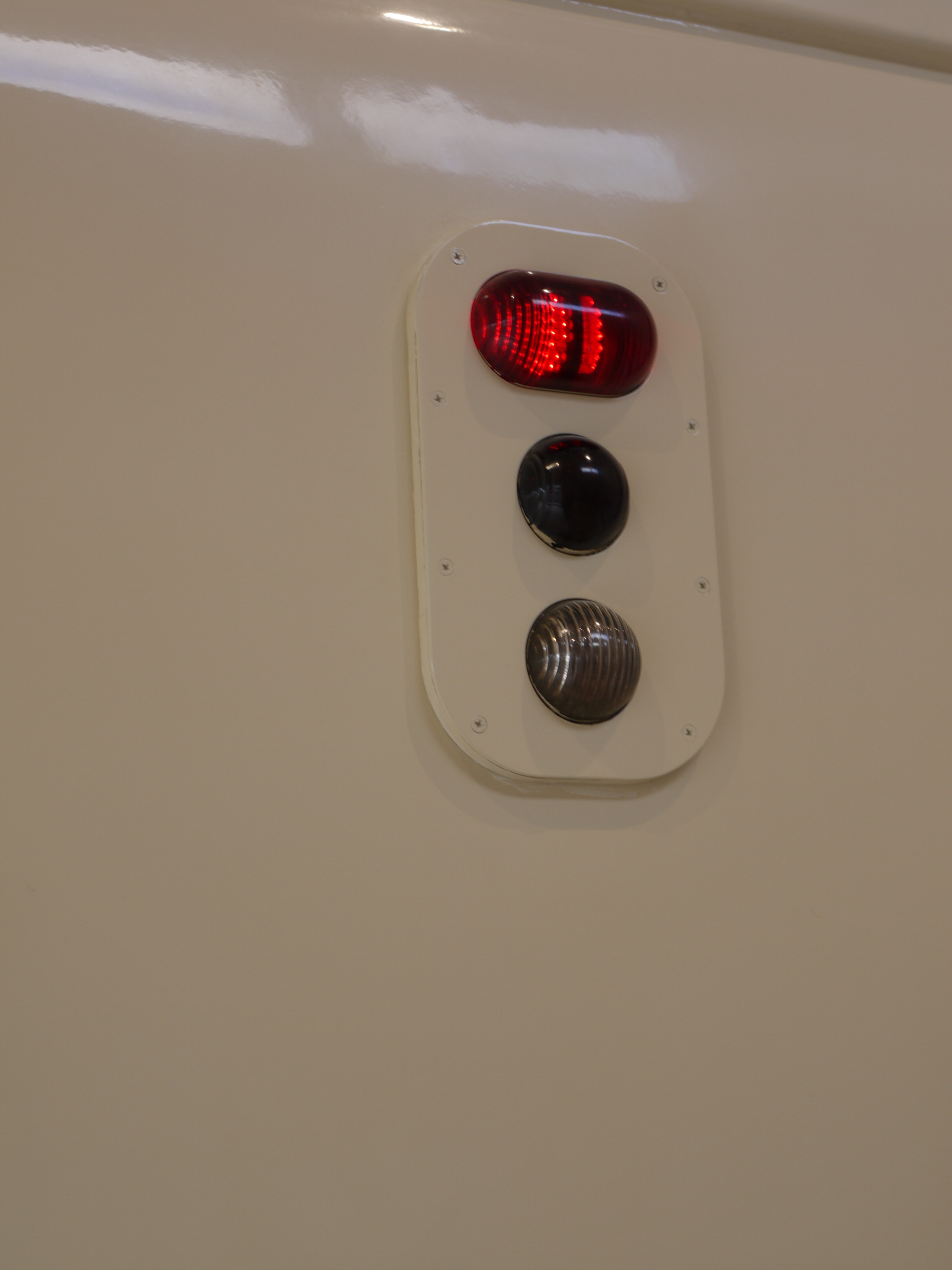
一体になった車側灯
上から戸閉、非常通報、不緩解

戸閉表示、非常通報、ブレーキ不緩解の3つの表示灯は車体中央部窓上にまとめて設置され、表示灯群の両側に種別と行先の表示装置が設けられた。
先頭部には地下線走行時の非常脱出や、複数編成間を貫通幌でつなぐ目的で中央部に幅600 mmの貫通扉が設けられ。貫通扉を中心に緩やかに後退角がついた折妻構成とされた。最初の3編成は貫通幌の座がなかったが、後に追加されている。4編成目以降は幌の座を備えて新造された。登場直後は5000系同様正面貫通路両側でえんじ帯が徐々に細くなっていたが、すぐに一定幅に変更された。貫通路上に行先、正面右側窓上に種別表示を備え、正面左窓上は運行番号表示用とされたため、前照灯は正面窓下に設置された。窓上表示装置の両脇に尾灯と列車種別識別用の表示灯兼用の角型の灯具が設けられ、夜間に表示灯が際立つよう表示幕類は黒地とされ、各表示装置の周りが黒く塗られた。登場当初は装置ごとに黒色部が3分割されていたが、すぐに一体に塗装された。車掌室窓部にリレー類を納める箱を設置したため、正面向かって左側の窓の天地寸法が運転席側より小さくなり、バランスをとるため窓下に車号板が取り付けられた。
1992年ごろに先頭車正面床下にスカートが取り付けられ、2002年に帯色が京王レッドと京王ブルーに変更されているが、それ以外に外観の印象を変えるような大きな改造は行われなかった。

### 内装
| 車内 |  | 座席（7人掛け） |
| 車内 |  | 座席（7人掛け） |

座席はロングシートで、褐色のモケットが貼られた。壁色は5000系に続いてアイボリー系となった。天井の冷風ダクトの枕木方向の幅を広げることで天地を薄くでき、天井高さは床面上2,210 mmとなった。車内照度確保のため、室内灯は乗客により近くなるよう冷風ダクトに取り付けられた他、天井には先頭車9台、中間車10台のラインデリアが埋め込まれた。座席端のアームレストは着座客のアームレストとしても、立客が寄りかかる場所としても両者が不快になることなく利用できるよう工夫されている。冷暖房効果向上などを目的として全中間連結部に引戸が設けられている。

### 乗務員室
| 運転台（クハ6717） |  | 乗務員扉上に設置された計器類 |
| 運転台（クハ6717） |  | 乗務員扉上に設置された計器類 |

京王の車両で初めてワンハンドル式主幹制御器を採用した。押して制動か、引いて制動か、の議論が設計時にあり、先に登場していた東急8000系に倣って押して制動する方式が採用された。運転士前面に配置する計器類は速度計と圧力計、一部のスイッチ類などの最低限とされ、電流計・電圧計などは添乗する係員から見やすいよう乗務員室側開戸の上に設けられた。ATC設置に備えて、速度計外側には車内信号が表示できるスペースが設けられた。乗務員室中央部を貫通路として使用する場合、運転室・車掌室が仕切れるような構造となっていた。ワイパーは乗用車用を流用した電動式となった。

### 主要機器

#### 走行関係装置
1972年製の6編成は抵抗制御を採用、5000系最終製造車とほぼ同様の日立製主制御装置MMC-HTB-20J（直列11段、並列7段、弱め界磁6段）、主電動機として直流直巻電動機・日立製HS-834Crb、東洋電機製造（以下、東洋）製TDK-8520A（出力150 kW、端子電圧375 V、定格電流450 A、回転数1,450 rpm）が搭載された。5両編成・6両編成でデハ6000形単独で使用される場合は永久直列制御とされ、発電ブレーキが使用できなかった。
1973年以降は主回路を界磁チョッパ制御に変更するとともに回生ブレーキも採用し、主制御装置は日立製MMC-HTR-20B（直列14段、並列11段）、主電動機は直流複巻電動機・日立製HS-835GrbまたはHS-835Jrb、東洋製TDK-8525AまたはTDK-8526A（150 kW、端子電圧375 V、定格電流445 A、分巻界磁電流28.3 A、回転数1,500 rpm）となった。抵抗制御車同様、デハ6000形単独で使用される場合は永久直列制御とされたが、回生ブレーキは使用できた。当初からユニットを組まない電動車として計画されたデハ6400形にはスペースの制約から他形式と異なる機器が採用され、主制御装置も日立製MMC-HTR-10C（永久直列14段）となった。5000系では日立製主電動機の数が多かったが、6000系では東洋製が主力となった。
駆動装置はTD平行カルダン駆動が採用され、抵抗制御車の歯車比は85:14、界磁チョッパ制御車の歯車比は85:16である。後年7000系と共通のWN駆動装置に交換されたものがある。
制動装置は日本エヤーブレーキ製全電気指令式電磁直通ブレーキ (HRD-1) が採用された。

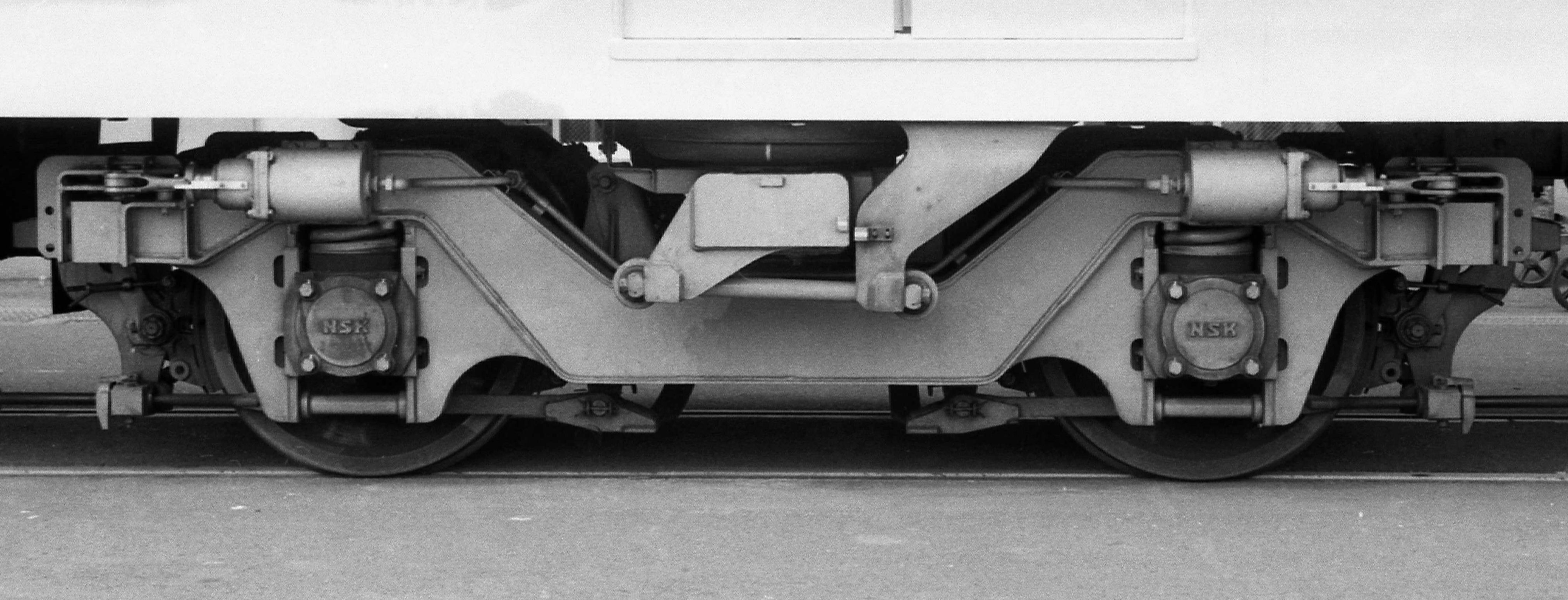
TS-809台車

5000系では数多くの種類の台車が採用されたが、6000系以降の各形式では統一された形態のものとなった。台車は車体直結式空気ばね、ペデスタル方式軸箱支持 の東急製TS-809動力台車、TS-810付随台車が採用された。界磁チョッパ制御車の台車は回生ブレーキ使用に対応してTS-809Aに形式変更されている。TS-809の軸距は2,200 mm、TS-810は2,100 mmで、全台車両抱式の踏面ブレーキを装備する。サハ6550形は電装を考慮していたため全車電動車用TS-809系を装備し、クハ6801 - クハ6806はサハ6551 - サハ6556から転用されたTS-809改台車を装備していた。デハ6456は落成当初、軸箱支持方式をシェブロン式とした試作台車TS-901を装着していたが、1年程度でTS-809Aに交換されている。

#### 補機類
集電装置として、東洋製PT-4201形パンタグラフがデハ6000形・デハ6400形・デハ6450形の全車に、2両編成ではクハ6750形のそれぞれ京王八王子寄りに搭載されたほか、一部のデハ6050形にも搭載された。
6000系では4種類の容量の5種類の補助電源装置が使用された。1972年製のサハ6550形と1973年製のデハ6050形・サハ6550形には容量130 kVAのHG544Er電動発電機 (MG)、1972年製のデハ6050形には容量75 kVAのHG584Er電動発電機、それ以外の4扉車には容量130 kVAのTDK3344ブラシレス電動発電機 (BL-MG) が搭載された。HG854Erは1972年製造車の5+3両編成化時にデハ6450形に移設され、同時にクハ6751 - クハ6756に井の頭線用3000系から転用されたTDK362/1-B電動発電機（容量7 kVA）が搭載された。のちにHG544Erの大半がTDK3344に載せ替えられている。5扉車にはSVA-130-477SIV（容量110 kVA）が採用された。1983年ごろにデハ6261に試験的にSIVが搭載された。
電動空気圧縮機は、2両編成を除いて、毎分吐出容量2,130リットルのHB-2000および1987年以降の製造車では性能は同一で小型低騒音のHS-20Dが、3・5両編成用のクハ6700形とデハ6050形、サハ6550形全車に各1台が搭載された。2両編成では床下スペースの制約から、井の頭線から転用された毎分吐出容量1,120リットルのC-1000を採用し、デハ6400形に搭載された。

#### 冷房装置
1972年製造の制御車には集約分散式能力9.3 kW (8,000 kcal/h) の東芝製冷房装置が4台搭載された。1973年から1976年製造の制御車は同じ冷房装置5台を搭載することが可能な構造となったが4台のみが搭載され、中央の1台分にはカバーだけが載せられた。1973年から1976年製造の制御車には1986年、5台目の冷房装置が搭載されている。1972年製の中間車と、これを8両編成化するために製造されたデハ6450形には日立製集中式34.9 kW (30,000 kcal/h) の冷房装置1台が搭載されたが、1991年に集中式46.5 kW (40,000 kcal/h) のものに載せ替えられている。それ以外の4扉車は全車集中式46.5 kWの冷房装置を搭載し、5扉車のみ48.8 kW (42,000 kcal/h) とされた。冷房装置の寿命は15年程度であるため、何回か載せ替えが行われ、型式が異なるものに変えられたもの、3000系や5000系と交換したものなどがある。能力46.5 kWのものを搭載していた車両の大半が48.8 kWのものに交換されている。

## 形式構成
6000系は以下の形式で構成される。各形式とも一部の例外を除いて固定編成中で下2桁は同番号または同番号+50となっている。ここでは1991年の製造終了時までを述べる。「デ」は制御電動車及び電動車を、「ク」は制御車を、「サ」は付随車を、「ハ」は普通座席車を指す略号であり、形式名の前のカタカナ2文字はこれらを組み合わせたものである。各車の製造年時は項末の表を参照のこと。

### デハ6000形

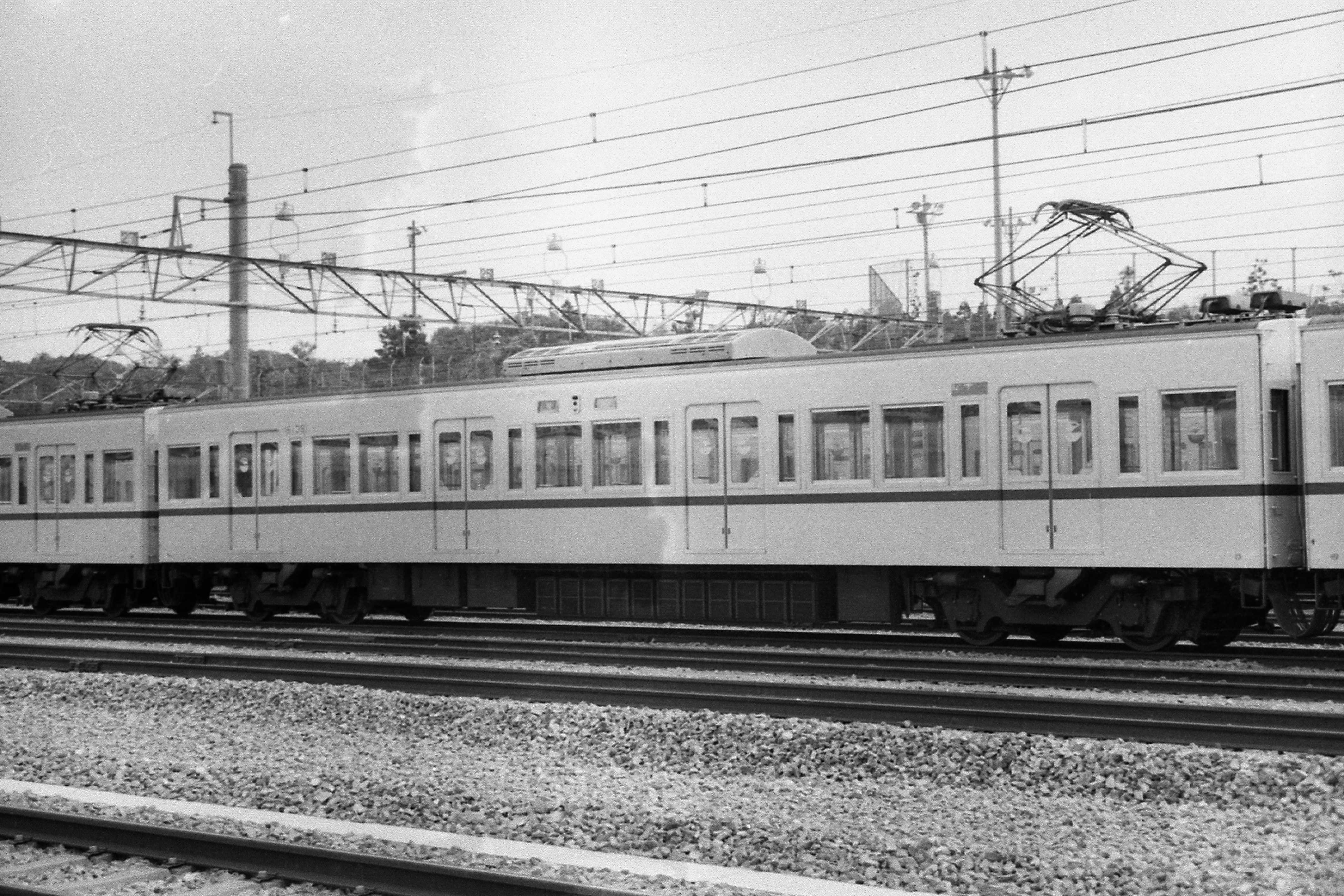
デハ6000形

主制御装置、パンタグラフを搭載する中間電動車である。パンタグラフは京王八王子寄りに1基が搭載されている。3両編成の2両目、5両編成と6両編成の2両目と4両目、初期の8両編成の3・5・6両目、それ以外の8両編成の2・4・6両目に組み込まれた。初期の8両編成を除き編成位置により新宿寄りから順に百の位が0・1・2に附番され、3両編成用は百の位が4となったが、下記の制御電動車デハ6400形とは別形式である。デハ6050形とユニットを組んで使用されることが基本だが、5両編成の4両目と乗入用を除く8両編成の4両目、初期の6両編成の4両目と初期の8両編成の5両目に組み込まれた6100番台の車両はデハ6000形単独で使用された。デハ6001 - デハ6006・デハ6101 - デハ6106の12両が抵抗制御で、それ以外の車両が界磁チョッパ制御である。1972年から1991年にかけて95両が製造された。1976年に6両編成の8両編成化に伴ってサハ6550形サハ6551 - サハ6556が電装されてデハ6401 - デハ6406となった。一部車両は編成全体の新宿線乗入対応改造に併せて改番されている。

### デハ6050形

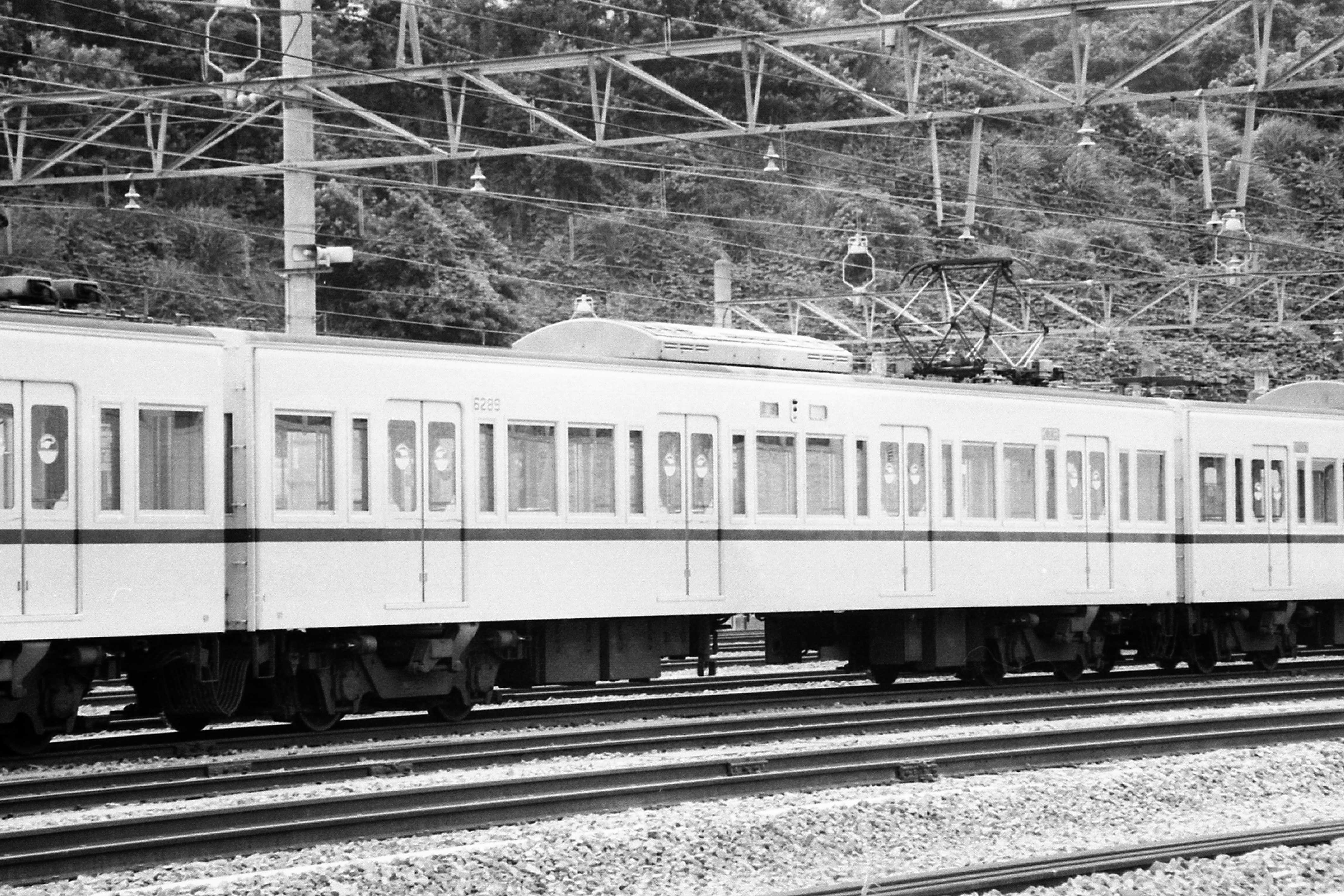
デハ6050形

デハ6000形とユニットを組む 電動空気圧縮機、京王八王子寄り屋根上にパンタグラフを搭載する中間電動車である。6100番台には初期と最末期の一部を除きパンタグラフは設置されなかった。百の位はユニットを組むデハ6000形と同一で、初期の6両編成と5両編成の3両目、初期の8両編成の4・7両目、それ以外の京王線用8両編成の3・7両目、乗入対応8両編成の3・5・7両目に組み込まれた。デハ6051 - デハ6056の6両が抵抗制御で、それ以外の車両が界磁チョッパ制御である。8両編成の7両目に組み込まれた車両以外には電動発電機が搭載された。1972年から1991年にかけて67両が製造された。乗入対応のため1979年にサハ6557 - サハ6559・サハ6564 - サハ6569が電装されてデハ6181 - デハ6189に改番されている。一部車両は編成全体の新宿線乗入対応改造に併せて改番されている。

### デハ6400形

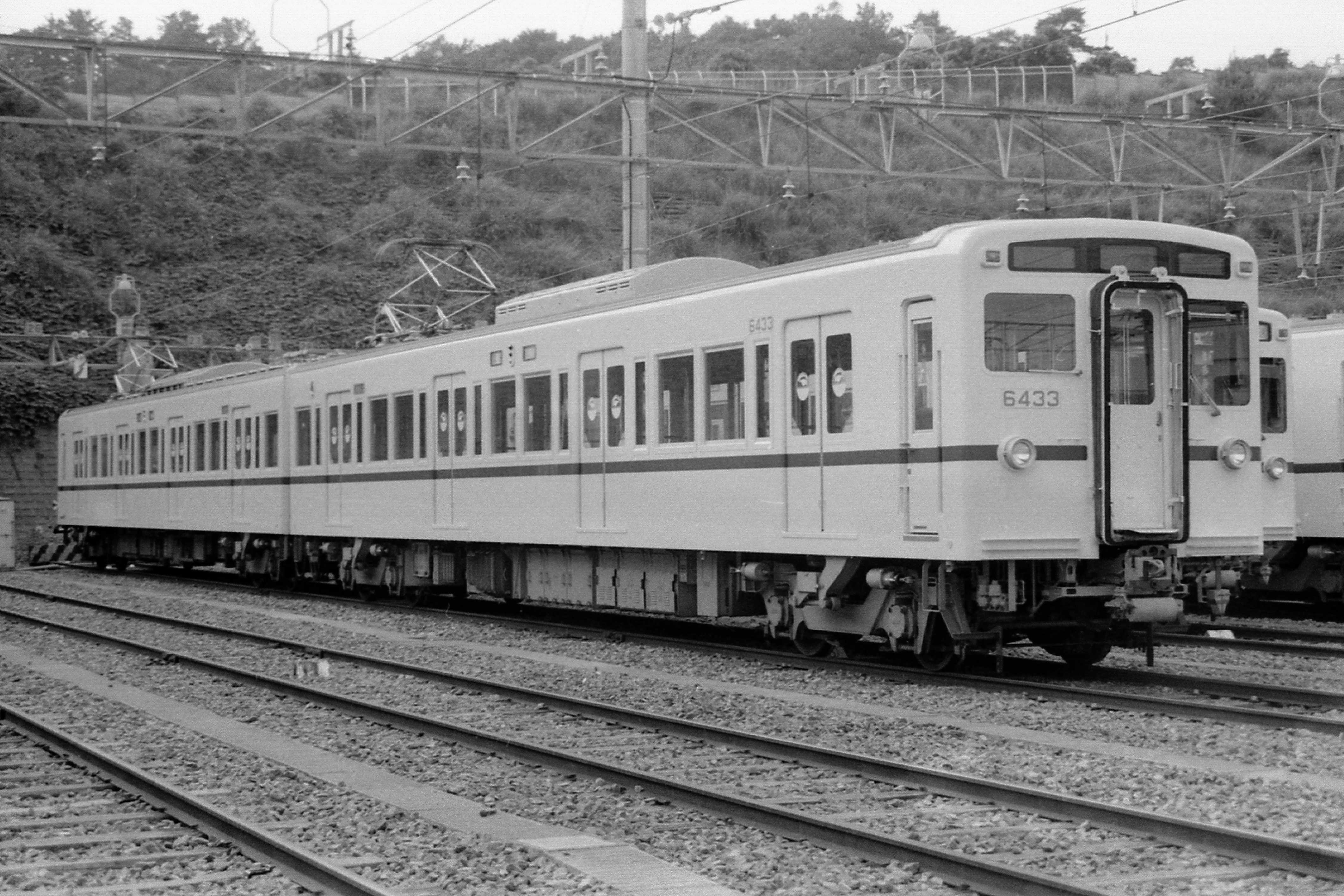
デハ6400形

2両編成で新宿寄りに連結される制御電動車で、主制御装置、電動空気圧縮機、京王八王子寄りにパンタグラフを搭載する。1981年から1989年にかけて18両が製造された。デハ6401 - デハ6406はデハ6000形に属する中間電動車であり、デハ6400形ではない。

### デハ6450形
3両編成で京王八王子寄りに連結される制御電動車で、補助電源装置、パンタグラフを搭載する。パンタグラフは他車種同様京王八王子寄りに搭載されたため、運転台側にパンタグラフがある。1976年、1977年に7両が製造された。

### サハ6550形
電動空気圧縮機付きの付随車で、初期の6両編成の5両目と初期の8両編成の2両目、京王線用8両編成の5両目に組み込まれる。1972年から1983年にかけて22両が製造された。1976年に8両編成化のため6両がデハ6000形に、1977年 - 1978年に乗入対応のため6両がデハ6050形に改造されている。電動車化が想定されていたため、屋根上にパンタグラフ取付用の台、客室床に主電動機点検蓋があり、電動車用TS-809系台車を装備している。

### クハ6700形
新宿寄り制御車である。3・5両編成用には電動空気圧縮機が搭載された。3両編成用は百の位が8。1972年から1991年にかけて42両が製造された。一部車両は新宿線乗入対応改造に併せて改番されている。

### クハ6750形
京王八王子寄り制御車である。2両編成用は百の位が8。1972年から1991年にかけて53両が製造された。2両編成用は京王八王子寄りにパンタグラフ1基を搭載している。一部車両は新宿線乗入対応改造に併せて改番されている。
| 形式   | デハ6000                      | デハ6000                      | デハ6000                 | デハ6000 | デハ6050                      | デハ6050       | デハ6050                 | デハ6400              | デハ6450    | サハ6550                 | クハ6700                      | クハ6700    | クハ6750                      | クハ6750    |
| 区分   | 6000                          | 6100                          | 6200                     | 6400     | 6050                          | 6150           | 6250                     | デハ6400              | デハ6450    | サハ6550                 | 6700                          | 6800        | 6750                          | 6850        |
| 1972年 | 6001 ∥ 6006                   | 6101 ∥ 6106                   |                          |          |                               | 6051 ∥ 6056    |                          |                       |             | 6551 ∥ 6556              | 6701 ∥ 6706                   |             | 6751 ∥ 6756                   |             |
| 1973年 | 6007 6008 6009                | 6107 6108 6109                |                          |          |                               | 6057 6058 6059 |                          |                       |             | 6557 6558 6559           | 6707 6708 6709                |             | 6757 6758 6759                |             |
| 1974年 | 6010 6011 6012                | 6110 6111 6112                |                          |          |                               | 6060 6061 6062 |                          |                       |             | 6560 6561 6562           | 6710 6711 6712                |             | 6760 6761 6762                |             |
| 1975年 |                               |                               | 6207 ∥ 6212              |          |                               |                | 6257 ∥ 6262              |                       |             |                          |                               |             |                               |             |
| 1976年 |                               |                               |                          |          |                               |                |                          |                       | 6451 ∥ 6456 |                          |                               | 6801 ∥ 6806 |                               |             |
| 1977年 | 6013 6014 6015                | 6113 6114 6115                | 6214 6215                | 6413     | 6063 6064 6065                |                | 6264 6265                |                       | 6463        | 6564 6565                | 6713 6714 6715                | 6813        | 6763 6764 6765                |             |
| 1978年 | 6016 6017 6018                | 6116 6117 6118                | 6216 6217 6218           |          | 6066 6067 6068                | 6166 6167 6168 | 6266 6267 6268           |                       |             | 6569                     | 6716 ∥ 6719                   |             | 6766 ∥ 6769                   |             |
| 1979年 | 6039 6040 6041                | 6139 6140 6141                | 6239 6240 6241           |          | 6089 6090 6091                | 6190 6191      | 6289 6290 6291           |                       |             |                          | 6740 6741                     |             | 6790 6791                     |             |
| 1980年 | 6013 (II) 6014 (II) 6015 (II) | 6113 (II) 6114 (II) 6115 (II) | 6213 6214 (II) 6215 (II) |          | 6063 (II) 6064 (II) 6065 (II) |                | 6263 6264 (II) 6265 (II) |                       |             | 6563 6564 (II) 6565 (II) | 6713 (II) 6714 (II) 6715 (II) |             | 6763 (II) 6764 (II) 6765 (II) |             |
| 1981年 | 6016 (II) 6017 (II)           | 6116 (II) 6117 (II)           | 6216 (II) 6217 (II)      |          | 6066 (II) 6067 (II)           |                | 6266 (II) 6267 (II)      | 6431 ∥ 6435           |             | 6566 6567                | 6716 (II) 6717 (II)           |             | 6766 (II) 6767 (II)           | 6881 ∥ 6885 |
| 1982年 |                               |                               |                          |          |                               |                |                          | 6410 ∥ 6412           |             |                          |                               |             |                               | 6860 ∥ 6862 |
| 1983年 | 6018 (II) 6019 (II)           | 6118 (II) 6119 (II)           | 6218 (II) 6219 (II)      |          | 6068 (II) 6069 (II)           |                | 6268 (II) 6269 (II)      | 6436                  |             | 6568 6569 (II)           | 6718 (II) 6719 (II)           |             | 6768 (II) 6769 (II)           | 6886        |
| 1984年 |                               |                               |                          |          |                               |                |                          | 6413 (II) 6414 ∥ 6416 |             |                          |                               |             |                               | 6863 ∥ 6866 |
| 1985年 |                               |                               |                          |          |                               |                |                          |                       |             |                          |                               |             |                               |             |
| 1986年 |                               |                               |                          |          |                               |                |                          | 6417 ∥ 6419           |             |                          |                               |             |                               | 6867 ∥ 6869 |
| 1987年 |                               |                               |                          |          |                               |                |                          |                       |             |                          |                               |             |                               |             |
| 1988年 | 6042                          | 6142                          | 6242                     |          | 6092                          | 6192           | 6292                     |                       |             |                          | 6742                          |             | 6792                          |             |
| 1989年 | 6043                          | 6143                          | 6243                     |          | 6093                          | 6193           | 6293                     | 6420 6437             |             |                          | 6743                          |             | 6793                          | 6870 6787   |
| 1990年 | 6044                          | 6144                          | 6244                     |          | 6094                          | 6194           | 6294                     |                       |             |                          | 6744                          |             | 6794                          |             |
| 1991年 | 6021 ∥ 6024                   | 6121 ∥ 6124                   |                          |          | 6071 ∥ 6074                   |                |                          |                       |             |                          | 6721 ∥ 6724                   |             | 6771 ∥ 6774                   |             |

注記
(II) と付記されている車両は同じ番号を付けた2代目の車両であることを指す。以下同じ。

## 歴史
6000系の製造ごとの仕様の変化、改造、改番などを時系列にまとめる。複数の年にまたがった事例でも、同一の仕様、改造であればひとつの項にまとめた。
以下、京王相模原線と都営地下鉄新宿線の方面表記については、時代に合わせる形で、終着駅を変えている。

### 6両編成
6000系として最初に製造されたグループであり、1972年に製造された6編成36両のグループだけが抵抗制御となった。登場時は前面表示装置付近の塗り分けや、貫通路両脇のえんじ帯の処理が後に見られるものと異なっていた。先頭部貫通幌を取り付けるための台座もなかったが、すぐに取り付けられている。全車1972年5月に竣工し、先頭車とサハ6550形が東急製、デハ6053 - デハ6056が日立製、それ以外の中間車が日車製である。登場時はサハ6556にもパンタグラフが設置されていたが、1か月ほどで撤去されている。
6000系36両の代替として井の頭線から転用されていたデハ1700形デハ1701 - デハ1707・クハ1710形クハ1711・デハ1710形デハ1712 - デハ1715・サハ1200形サハ1202の13両が廃車された。
|          | ← 新宿京王八王子・高尾山口・京王よみうりランド → | ← 新宿京王八王子・高尾山口・京王よみうりランド → | ← 新宿京王八王子・高尾山口・京王よみうりランド → | ← 新宿京王八王子・高尾山口・京王よみうりランド → | ← 新宿京王八王子・高尾山口・京王よみうりランド → | ← 新宿京王八王子・高尾山口・京王よみうりランド → | 竣工時期  |
| 形式     | クハ6700                                         | デハ6000                                         | デハ6050                                         | デハ6000                                         | サハ6550                                         | クハ6750                                         | 竣工時期  |
| 区分     | Tc1                                              | M1                                               | M2                                               | M1                                               | T                                                | Tc2                                              | 竣工時期  |
| 車両番号 | 6701 ∥ 6706                                      | 6001 ∥ 6006                                      | 6051 ∥ 6056                                      | 6101 ∥ 6106                                      | 6551 ∥ 6556                                      | 6751 ∥ 6756                                      | 1972年5月 |
| 搭載機器 |                                                  | CON・PT                                          | CP・PT MG 75                                     | CON・PT                                          | CP MG 130                                        |                                                  |           |
| 自重     | 27.7 t                                           | 38.8 t                                           | 38.8 t                                           | 32.8 t                                           | 36.5 t                                           | 27.7 t                                           |           |
| 定員     | 156                                              | 167                                              | 167                                              | 167                                              | 167                                              | 156                                              |           |

- 凡例
  - Tc …制御車
  - M …中間電動車
  - Mc …制御電動車
  - T …付随車
  - CON …主制御装置
  - MG …補助電源装置（電動発電機）
  - BMG …補助電源装置（ブラシレス電動発電機）
  - SIV …補助電源装置（静止型インバータ）
    - 補助電源装置の右の数字は容量、単位kVA

  - CP …電動空気圧縮機
  - PT …集電装置（京王八王子寄り）以下同じ。

1973年に入籍した車両から主制御装置が界磁チョッパ制御となった。先頭車には5個目の冷房装置を搭載できるよう準備が行われ、カバーだけが設置された。中間車の冷房装置能力が34.9 kWから46.5 kWに増強されている。先頭車とデハ6050形が東急製、デハ6010 - デハ6012が日立製、それ以外が日車製である。6000系で日立製の車両はデハ6053 - デハ6056、デハ6010 - デハ6012の7両のみである。最初の3編成が1973年12月、残りの3編成が1974年3月に竣工している。このときの製造車から先頭車に新宿線用無線アンテナ設置用の台が設けられ、以降乗入対応・非対応、パンタグラフ有無に関わらずすべての先頭車にこの台が設けられた。
この36両の入線に先立つ1973年10月にクハ1200形クハ1203・デハ1400形デハ1401・デハ1403・デハ1800形デハ1801の4両が、次いで1974年2月にクハ1200形クハ1204・デハ1400形デハ1402・デハ1800形デハ1802・デハ1803の4両が廃車され、井の頭線からの転用車が一掃された。
|          | ← 新宿京王八王子・高尾山口・京王多摩センター → | ← 新宿京王八王子・高尾山口・京王多摩センター → | ← 新宿京王八王子・高尾山口・京王多摩センター → | ← 新宿京王八王子・高尾山口・京王多摩センター → | ← 新宿京王八王子・高尾山口・京王多摩センター → | ← 新宿京王八王子・高尾山口・京王多摩センター → | 竣工時期             |
| 形式     | クハ6700                                       | デハ6000                                       | デハ6050                                       | デハ6000                                       | サハ6550                                       | クハ6750                                       | 竣工時期             |
| 区分     | Tc1                                            | M1                                             | M2                                             | M1                                             | T                                              | Tc2                                            | 竣工時期             |
| 車両番号 | 6707 6708 6709 6710 6711 6712                  | 6007 6008 6009 6010 6011 6012                  | 6057 6058 6059 6060 6061 6062                  | 6107 6108 6109 6110 6111 6112                  | 6557 6558 6559 6560 6561 6562                  | 6757 6758 6759 6760 6761 6762                  | 1973年12月 1974年3月 |
| 搭載機器 |                                                | CON・PT                                        | CP・PT MG 130                                  | CON・PT                                        | CP MG 130                                      |                                                |                      |
| 自重     | 27.7 t                                         | 38.8 t                                         | 38.8 t                                         | 32.8 t                                         | 36.5 t                                         | 27.7 t                                         |                      |
| 定員     | 150                                            | 170                                            | 170                                            | 170                                            | 170                                            | 150                                            |                      |

### 6両編成の8両編成化
界磁チョッパ制御の6両6編成を8両編成化するために中間電動車12両が日車で製造された。新造された車両には6200番台の番号が付与されている。当時は検車設備が6両編成までしか対応できなかったため、2両と6両に容易に分割できるよう、5両目に組み込まれていたサハ6550形を2両目に移動し、新造した車両が3両目と4両目に組み込まれた。6100番台のデハ6000形と6000番台の電動車ユニットの位置が併せて入れ替えられている。3両目から7両目まで連続してパンタグラフが設置された。新造車は1975年1月に落成し、高幡不動に搬入されていたが、一部駅でホーム延伸が間に合わなったため、1975年10月ごろまで冷房装置を取り付けない状態で高幡不動に留置された。つつじヶ丘駅のホーム延伸は8両編成運転に間に合わず、ラッシュに通勤急行などで6000系8両編成が運用される際は一部車両のドアを閉め切る措置が取られた。
|          | ← 新宿京王八王子・高尾山口・京王多摩センター → | ← 新宿京王八王子・高尾山口・京王多摩センター → | ← 新宿京王八王子・高尾山口・京王多摩センター → | ← 新宿京王八王子・高尾山口・京王多摩センター → | ← 新宿京王八王子・高尾山口・京王多摩センター → | ← 新宿京王八王子・高尾山口・京王多摩センター → | ← 新宿京王八王子・高尾山口・京王多摩センター → | ← 新宿京王八王子・高尾山口・京王多摩センター → | 竣工時期  |
| 形式     | （クハ6700）                                   | （サハ6550）                                   | デハ6000                                       | デハ6050                                       | （デハ6000）                                   | （デハ6000）                                   | （デハ6050）                                   | （クハ6750）                                   | 竣工時期  |
| 区分     | Tc1                                            | T                                              | M1                                             | M2                                             | M1                                             | M1                                             | M2                                             | Tc2                                            | 竣工時期  |
| 車両番号 | 6707 ∥ 6712                                    | 6557 ∥ 6562                                    | 6207 ∥ 6212                                    | 6257 ∥ 6262                                    | 6107 ∥ 6112                                    | 6007 ∥ 6012                                    | 6057 ∥ 6062                                    | 6757 ∥ 6762                                    | 1975年2月 |
| 搭載機器 |                                                | CP MG 130                                      | CON・PT                                        | CP・PT MG 130                                  | CON・PT                                        | CP・PT MG 130                                  | CON・PT                                        |                                                |           |
| 定員     | 150                                            | 170                                            | 170                                            | 170                                            | 170                                            | 170                                            | 170                                            | 150                                            |           |

注記
形式に括弧がない車両が今回の製造車。以下同じ。
8両編成化された6000系は平日の特急にも運用されたが、分割・併合が行われるオフシーズン休日の特急には依然5000系が運用されていた。これを6000系で置き換えることを目的に、6両編成で残っていた抵抗制御車に1976年5月に東急で新造された先頭車2両を組み込んで5両編成・3両編成各6編成が組成された。登場直後は新宿寄りに3両編成、京王八王子寄りに5両編成を連結していたが、1977年に特急に運用される直前に逆に組み替えられた。
組み込みにあたってはサハ6550形が6両編成から抜かれ、電装の上デハ6000形に改番、新造されたデハ6450形とユニットを組み、新造されたクハ6700形（6800番台）と併せて3両編成を組んだ。サハ6550形の台車は新造されたクハ6700形（6800番台）に改造の上流用（TS-809改台車）、サハ6550形の電動空気圧縮機は新たに5両編成となった既存編成の新宿寄り先頭車クハ6700形に移設、サハ6550形の75 kVA電動発電機はデハ6450形に移設され、5両編成のデハ6050形には新製された130 kVAの電動発電機が搭載された。5両編成のクハ6750形には井の頭線から転用された7 kVAの電動発電機が搭載された。サハ6550形の電装工事は京王重機整備北野工場に車両を陸送して実施された。デハ6450形の冷房装置は集中式とされ、ユニットを組むサハ6550形改造のデハ6000形に併せ、容量は34.9 kWとなった。
分割運転時の誤乗防止のため、3両編成のつり手は緑色、5両編成は白とされた。5両編成は平日日中にグリーン車とともに 各駅停車にも運用された。
6000系には先頭部助手席側窓下と側面窓上にナンバープレートが設けられており、1974年以前の製造車の前面はアイボリー地に黒文字、側面は紺地にステンレス文字だったが、1976年製造車から側面はアイボリー地にステンレス文字になった。このとき投入された車両の代替として1977年3月に2600系3両2編成が廃車された。
|          | ← 新宿京王八王子・高尾山口・京王多摩センター → | ← 新宿京王八王子・高尾山口・京王多摩センター → | ← 新宿京王八王子・高尾山口・京王多摩センター → | ← 新宿京王八王子・高尾山口・京王多摩センター → | ← 新宿京王八王子・高尾山口・京王多摩センター → | 竣工時期                   |
| 形式     | （クハ6700）                                   | （デハ6000）                                   | （デハ6050）                                   | （デハ6000）                                   | （クハ6750）                                   | 竣工時期                   |
| 区分     | Tc1                                            | M1                                             | M2                                             | M1                                             | Tc2                                            | 竣工時期                   |
| 車両番号 | 6701 ∥ 6706                                    | 6001 ∥ 6006                                    | 6051 ∥ 6056                                    | 6101 ∥ 6106                                    | 6751 ∥ 6756                                    | 1976年11月 又は 1976年12月 |
| 搭載機器 | CP                                             | CON・PT                                        | CP・PT MG 130                                  | CON・PT                                        | MG 7                                           |                            |
| 自重     | 29 t                                           | 38.8 t                                         | 38.8 t                                         | 38.8 t                                         | 28.6 t                                         |                            |
| 定員     | 150                                            | 170                                            | 170                                            | 170                                            | 150                                            |                            |

|          | ← 新宿京王八王子 →            | ← 新宿京王八王子 →                                                      | ← 新宿京王八王子 →            | 竣工時期                         |
| 形式     | クハ6700                      | デハ6000                                                                | デハ6450                      | 竣工時期                         |
| 区分     | Tc1                           | M1                                                                      | Mc2                           | 竣工時期                         |
| 車両番号 | 6801 6802 6803 6804 6805 6806 | 6401 (6551) 6402 (6552) 6403 (6553) 6404 (6554) 6405 (6555) 6406 (6556) | 6451 6452 6453 6454 6455 6456 | 1976年12月 1976年11月 1976年12月 |
| 搭載機器 | CP                            | CON・PT                                                                 | PT MG 75                      |                                  |
| 自重     | 29.2 t                        | 38.8 t                                                                  | 38.8 t                        |                                  |
| 定員     | 150                           | 170                                                                     | 150                           |                                  |

注記
括弧内は旧番号。以下同じ。
デハ6450形と電装されたデハ6000形は回生ブレーキ付き界磁チョッパ制御となり、発電ブレーキ付き抵抗制御車の5両編成と併結運転されるため、回生ブレーキ車と発電ブレーキ車の併結試運転が1976年5月15日に下記の編成で事前に行われている。
|          | ← 新宿京王八王子・高尾山口・京王多摩センター → |          |          |          |          |          |          |          |
| 車両番号 | クハ6706                                       | デハ6006 | デハ6056 | デハ6106 | サハ6556 | デハ6012 | デハ6062 | クハ6762 |
| 備考     |                                                | 発電制動 | 発電制動 |          |          | 回生制動 | 回生制動 |          |

### 1977年製造車
1977年には5両+3両の8両編成1本と8両編成2本が製造された。このときから先頭車の冷房装置が集中式に、補助電源装置がブラシレスMGに変更された。8両編成は6707編成 - 6712編成とは編成構成が変更され、サハ6550形は5両目となり、後の京王線車両と同様電動車ユニットの車両番号の百の位は新宿寄りから順に0・1・2となっている。先頭車は東急製、中間車は日車製である。代替として1977年12月に2600系3両3編成、2700系2両1編成とデハ2701の計12両が廃車され、2600系が消滅した。
|          | ← 新宿京王八王子・高尾山口・京王多摩センター → | ← 新宿京王八王子・高尾山口・京王多摩センター → | ← 新宿京王八王子・高尾山口・京王多摩センター → | ← 新宿京王八王子・高尾山口・京王多摩センター → | ← 新宿京王八王子・高尾山口・京王多摩センター → | 竣工時期   |
| 形式     | クハ6700                                       | デハ6000                                       | デハ6050                                       | デハ6000                                       | クハ6750                                       | 竣工時期   |
| 区分     | Tc1                                            | M1                                             | M2                                             | M1                                             | Tc2                                            | 竣工時期   |
| 車両番号 | 6713                                           | 6013                                           | 6063                                           | 6113                                           | 6763                                           | 1977年11月 |
| 搭載機器 | CP                                             | CON・PT                                        | CP・PT BMG 130                                 | CON・PT                                        | BMG 130                                        |            |
| 自重     | 29.5 t                                         | 38.8 t                                         | 38.8 t                                         | 38.8 t                                         | 31.7 t                                         |            |
| 定員     | 150                                            | 170                                            | 170                                            | 170                                            | 150                                            |            |

|          | ← 新宿京王八王子 → | ← 新宿京王八王子 → | ← 新宿京王八王子 → | 竣工時期   |
| 形式     | クハ6700           | デハ6000           | デハ6450           | 竣工時期   |
| 区分     | Tc1                | M1                 | Mc2                | 竣工時期   |
| 車両番号 | 6813               | 6413               | 6463               | 1977年11月 |
| 搭載機器 | CP                 | CON・PT            | PT BMG 130         |            |
| 自重     | 29.2 t             | 38.8 t             | 38.8 t             |            |
| 定員     | 150                | 170                | 150                |            |

|          | ← 新宿京王八王子・高尾山口・京王多摩センター → | ← 新宿京王八王子・高尾山口・京王多摩センター → | ← 新宿京王八王子・高尾山口・京王多摩センター → | ← 新宿京王八王子・高尾山口・京王多摩センター → | ← 新宿京王八王子・高尾山口・京王多摩センター → | ← 新宿京王八王子・高尾山口・京王多摩センター → | ← 新宿京王八王子・高尾山口・京王多摩センター → | ← 新宿京王八王子・高尾山口・京王多摩センター → | 竣工時期   |
| 形式     | クハ6700                                       | デハ6000                                       | デハ6050                                       | デハ6000                                       | サハ6550                                       | デハ6000                                       | デハ6050                                       | クハ6750                                       | 竣工時期   |
| 区分     | Tc1                                            | M1                                             | M2                                             | M1                                             | T                                              | M1                                             | M2                                             | Tc2                                            | 竣工時期   |
| 車両番号 | 6714 6715                                      | 6014 6015                                      | 6064 6065                                      | 6114 6115                                      | 6564 6565                                      | 6214 6215                                      | 6264 6265                                      | 6764 6765                                      | 1977年11月 |
| 搭載機器 |                                                | CON・PT                                        | CP・PT BMG 130                                 | CON・PT                                        | CP BMG 130                                     | CON・PT                                        | CP・PT BMG 130                                 |                                                |            |
| 自重     | 27.7 t                                         | 38.8 t                                         | 38.8 t                                         | 38.8 t                                         | 32.8 t                                         | 38.8 t                                         | 38.8 t                                         | 27.7 t                                         |            |
| 定員     | 150                                            | 170                                            | 170                                            | 170                                            | 170                                            | 170                                            | 170                                            | 150                                            |            |

### 新宿線乗入準備の8両編成
1980年3月の都営新宿線乗入開始に備え、乗入対応として電動車を1両増やして6両とした8両3編成が1978年8月から9月にかけて製造された。5両目に組み込まれたデハ6050形（6100番台）のパンタグラフは登場まもなく降下され、後に撤去された。
同時期に6707編成 - 6709編成・6714編成・6715編成の乗入対応改造が行われたが、乗入改造はサハ6550形を電装してデハ6050形とすること、両先頭車にATCを搭載することが中心で、この改造の間遊休化する編成中のその他車両を有効活用するため、クハ6719・クハ6769・サハ6569の3両も今回の新造車と同時に製造され、対象各編成の改造期間中、中間車を順次組み込んで運用された。デハ6217・デハ6218と先頭車全車が東急製、それ以外の車両が日車製である。
1978年10月に京王新線が開業したが、乗入相手である新宿線開業までの1年半、相模原線からの通勤快速・快速に加え、笹塚 - 新線新宿間の折り返し運転が行われた。
|          | ← 新宿京王八王子・高尾山口・京王多摩センター → | ← 新宿京王八王子・高尾山口・京王多摩センター → | ← 新宿京王八王子・高尾山口・京王多摩センター → | ← 新宿京王八王子・高尾山口・京王多摩センター → | ← 新宿京王八王子・高尾山口・京王多摩センター → | ← 新宿京王八王子・高尾山口・京王多摩センター → | ← 新宿京王八王子・高尾山口・京王多摩センター → | ← 新宿京王八王子・高尾山口・京王多摩センター → | 竣工時期            |
| 形式     | クハ6700                                       | デハ6000                                       | デハ6050                                       | デハ6000                                       | デハ6050                                       | デハ6000                                       | デハ6050                                       | クハ6750                                       | 竣工時期            |
| 区分     | Tc1                                            | M1                                             | M2                                             | M1                                             | M2                                             | M1                                             | M2                                             | Tc2                                            | 竣工時期            |
| 車両番号 | 6716 6717 6718                                 | 6016 6017 6018                                 | 6066 6067 6068                                 | 6116 6117 6118                                 | 6166 6167 6168                                 | 6216 6217 6218                                 | 6266 6267 6268                                 | 6766 6767 6768                                 | 1978年8月 1978年9月 |
| 搭載機器 |                                                | CON・PT                                        | CP・PT BMG 130                                 | CON・PT                                        | CP・PT BMG 130                                 | CON・PT                                        | CP・PT BMG 130                                 |                                                |                     |
| 定員     | 150                                            | 170                                            | 170                                            | 170                                            | 170                                            | 170                                            | 170                                            | 150                                            |                     |

|          | ← 新宿京王八王子・高尾山口・京王多摩センター → | ← 新宿京王八王子・高尾山口・京王多摩センター → | ← 新宿京王八王子・高尾山口・京王多摩センター → | ← 新宿京王八王子・高尾山口・京王多摩センター → | ← 新宿京王八王子・高尾山口・京王多摩センター → | ← 新宿京王八王子・高尾山口・京王多摩センター → | ← 新宿京王八王子・高尾山口・京王多摩センター → | ← 新宿京王八王子・高尾山口・京王多摩センター → | 竣工時期   |
| 形式     | クハ6700                                       | （デハ6000）                                   | （デハ6050）                                   | （デハ6000）                                   | サハ6550                                       | （デハ6000）                                   | （デハ6050）                                   | クハ6750                                       | 竣工時期   |
| 区分     | Tc1                                            | M1                                             | M2                                             | M1                                             | M2                                             | M1                                             | M2                                             | Tc2                                            | 竣工時期   |
| 車両番号 | 6719                                           |                                                |                                                |                                                | 6569                                           |                                                |                                                | 6769                                           | 1978年11月 |
| 搭載機器 |                                                |                                                |                                                |                                                | CP BMG 130                                     |                                                |                                                |                                                |            |
| 定員     | 150                                            |                                                |                                                |                                                | 170                                            |                                                |                                                | 150                                            |            |

### 新宿線乗入対応工事

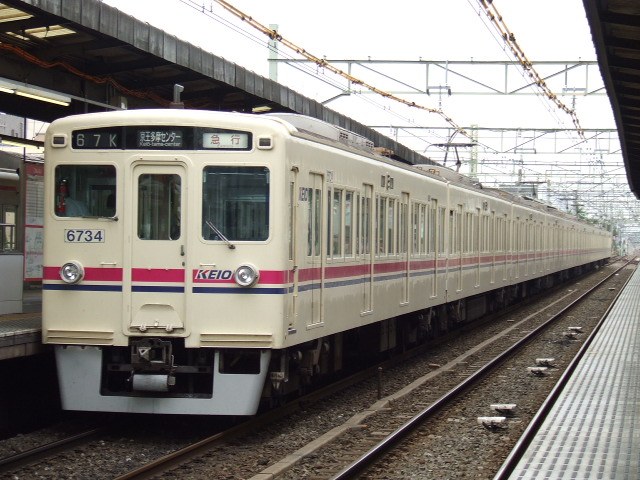
新宿線乗入運用に入る6734編成

1979年7月から11月にかけて6707編成 - 6709編成・6714編成 - 6718編成に新宿線乗入対応工事が施行され、30番台に改番された。6707編成 - 6709編成は編成内の車両順位が6714編成以降と同一に変更され、6100番台と6200番台のデハ6000形の番号が入れ替えられている。6707編成 - 6709編成・6714編成・6715編成には先頭車への新宿線用自動列車制御装置 (ATC) と新宿線用列車無線装置搭載、屋根上への列車無線アンテナ設置、とサハ6550形の電装が、6716編成 - 6718編成は先頭車へのATC・新宿線用列車無線搭載が行われた。ATCは先頭車の床下に搭載された。サハ6550形改造のデハ6050形にはパンタグラフが設置されなかった。新宿線内では運転台に新宿線用のマスコンキーを挿入することで起動加速度が京王線内の2.5 km/h/sから3.3 km/h/sに切り換わる。
1980年3月から都営新宿線への乗入が始まったが、岩本町より東は6両編成までしか対応していなかったため当初京王車の乗入は岩本町までとなり、後に大島まで、本八幡までにホーム延伸、新宿線延伸に併せて乗入区間が拡大された。
|          | ← 新宿・岩本町京王八王子・高尾山口・京王多摩センター →                                          | ← 新宿・岩本町京王八王子・高尾山口・京王多摩センター →                                          | ← 新宿・岩本町京王八王子・高尾山口・京王多摩センター →                                          | ← 新宿・岩本町京王八王子・高尾山口・京王多摩センター →                                          | ← 新宿・岩本町京王八王子・高尾山口・京王多摩センター →                                          | ← 新宿・岩本町京王八王子・高尾山口・京王多摩センター →                                          | ← 新宿・岩本町京王八王子・高尾山口・京王多摩センター →                                          | ← 新宿・岩本町京王八王子・高尾山口・京王多摩センター →                                          | 竣工時期             |
| 形式     | クハ6700                                                                                        | デハ6000                                                                                        | デハ6050                                                                                        | デハ6000                                                                                        | デハ6050                                                                                        | デハ6000                                                                                        | デハ6050                                                                                        | クハ6750                                                                                        | 竣工時期             |
| 区分     | Tc1                                                                                             | M1                                                                                              | M2                                                                                              | M1                                                                                              | M2                                                                                              | M1                                                                                              | M2                                                                                              | Tc2                                                                                             | 竣工時期             |
| 車両番号 | 6731 (6707) 6732 (6708) 6733 (6709) 6734 (6714) 6735 (6715) 6736 (6716) 6737 (6717) 6738 (6718) | 6031 (6007) 6032 (6008) 6033 (6009) 6034 (6014) 6035 (6015) 6036 (6016) 6037 (6017) 6038 (6018) | 6081 (6057) 6082 (6058) 6083 (6059) 6084 (6064) 6085 (6065) 6086 (6066) 6087 (6067) 6088 (6068) | 6131 (6207) 6132 (6208) 6133 (6209) 6134 (6114) 6135 (6115) 6136 (6116) 6137 (6117) 6138 (6118) | 6181 (6557) 6182 (6558) 6183 (6159) 6184 (6564) 6185 (6565) 6186 (6166) 6187 (6167) 6188 (6168) | 6231 (6107) 6232 (6108) 6233 (6109) 6234 (6214) 6235 (6215) 6236 (6216) 6237 (6217) 6238 (6218) | 6281 (6257) 6282 (6258) 6283 (6259) 6284 (6264) 6285 (6265) 6286 (6266) 6287 (6267) 6288 (6268) | 6781 (6757) 6782 (6758) 6783 (6759) 6784 (6764) 6785 (6765) 6786 (6766) 6787 (6767) 6788 (6768) | 1979年7月 1979年11月 |
| 搭載機器 |                                                                                                 | CON・PT                                                                                         | CP・PT BMG 130                                                                                  | CON・PT                                                                                         | CP BMG 130                                                                                      | CON・PT                                                                                         | CP・PT BMG 130                                                                                  |                                                                                                 |                      |
| 自重     | 29.5 t                                                                                          | 38.8 t                                                                                          | 38.8 t                                                                                          | 38.8 t                                                                                          | 38.8 t                                                                                          | 38.8 t                                                                                          | 38.8 t                                                                                          | 29.5 t                                                                                          |                      |
| 定員     | 150                                                                                             | 170                                                                                             | 170                                                                                             | 170                                                                                             | 170                                                                                             | 170                                                                                             | 170                                                                                             | 150                                                                                             |                      |

### 1979年製造車
新宿線乗入対応としてATCと新宿線用無線を新製時から搭載し、30番台に区分された8両2編成が製造された。前年に製造されていたクハ6719・クハ6769・サハ6569と組んで8両編成を構成する中間車5両も同時に製造され、この編成も乗入対応編成とされたため、サハ6569はデハ6189に、両先頭車もクハ6739・クハ6789に改造、改番された。デハ6190・デハ6191と先頭車全車が東急製、それ以外の車両が日車製である。6740編成の両先頭車であるクハ6740・クハ6790の先頭部ナンバープレートは試験的に紺地にアイボリー文字となっていた。のちにナンバープレートの書体が変更されるまでこのままで使用された。
この21両の代替として、1979年11月と12月に2700系2両3編成と4両1編成の合計10両が廃車されている。
|          | ← 新宿・岩本町京王八王子・高尾山口・京王多摩センター → | ← 新宿・岩本町京王八王子・高尾山口・京王多摩センター → | ← 新宿・岩本町京王八王子・高尾山口・京王多摩センター → | ← 新宿・岩本町京王八王子・高尾山口・京王多摩センター → | ← 新宿・岩本町京王八王子・高尾山口・京王多摩センター → | ← 新宿・岩本町京王八王子・高尾山口・京王多摩センター → | ← 新宿・岩本町京王八王子・高尾山口・京王多摩センター → | ← 新宿・岩本町京王八王子・高尾山口・京王多摩センター → | 竣工時期                        |
| 形式     | クハ6700                                               | デハ6000                                               | デハ6050                                               | デハ6000                                               | デハ6050                                               | デハ6000                                               | デハ6050                                               | クハ6750                                               | 竣工時期                        |
| 区分     | Tc1                                                    | M1                                                     | M2                                                     | M1                                                     | M2                                                     | M1                                                     | M2                                                     | Tc2                                                    | 竣工時期                        |
| 車両番号 | 6739 (6719) 6740 6741                                  | 6039 6040 6041                                         | 6089 6090 6091                                         | 6139 6140 6141                                         | 6189 (6569) 6190 6191                                  | 6239 6240 6241                                         | 6289 6290 6291                                         | 6789 (6769) 6790 6791                                  | 1979年10月 1979年9月 1979年10月 |

### 6713編成・6813編成の改番
1980年1月に30番台に改造された空き番号を埋める形で6713編成・6813編成がそれぞれ6707編成・6807編成に改番された。
|          | ← 新宿・岩本町京王八王子・高尾山口・京王多摩センター → | ← 新宿・岩本町京王八王子・高尾山口・京王多摩センター → | ← 新宿・岩本町京王八王子・高尾山口・京王多摩センター → | ← 新宿・岩本町京王八王子・高尾山口・京王多摩センター → | ← 新宿・岩本町京王八王子・高尾山口・京王多摩センター → | 竣工時期  |
| 形式     | クハ6700                                               | デハ6000                                               | デハ6050                                               | デハ6000                                               | クハ6750                                               | 竣工時期  |
| 区分     | Tc1                                                    | M1                                                     | M2                                                     | M1                                                     | Tc2                                                    | 竣工時期  |
| 車両番号 | 6707 (II) (6713)                                       | 6007 (II) (6013)                                       | 6057 (II) (6063)                                       | 6107 (II) (6113)                                       | 6757 (II) (6763)                                       | 1980年1月 |

|          | ← 新宿・岩本町京王八王子・高尾山口・京王多摩センター → | ← 新宿・岩本町京王八王子・高尾山口・京王多摩センター → | ← 新宿・岩本町京王八王子・高尾山口・京王多摩センター → | 竣工時期  |
| 形式     | クハ6700                                               | デハ6000                                               | デハ6450                                               | 竣工時期  |
| 区分     | Tc1                                                    | M1                                                     | Mc2                                                    | 竣工時期  |
| 車両番号 | 6807 (6813)                                            | 6407 (6413)                                            | 6457 (6463)                                            | 1980年1月 |

注記
クハ6707・デハ6007・デハ6057・デハ6107・クハ6757は2代目。
京王新線への乗り入れや、混雑時に立ち席スペースを増やす目的で5 + 3編成の中間部の先頭車に1978年ごろに貫通幌が設置され、一部列車で貫通幌が使用された。

### 1980年以降製造の京王線専用8両編成

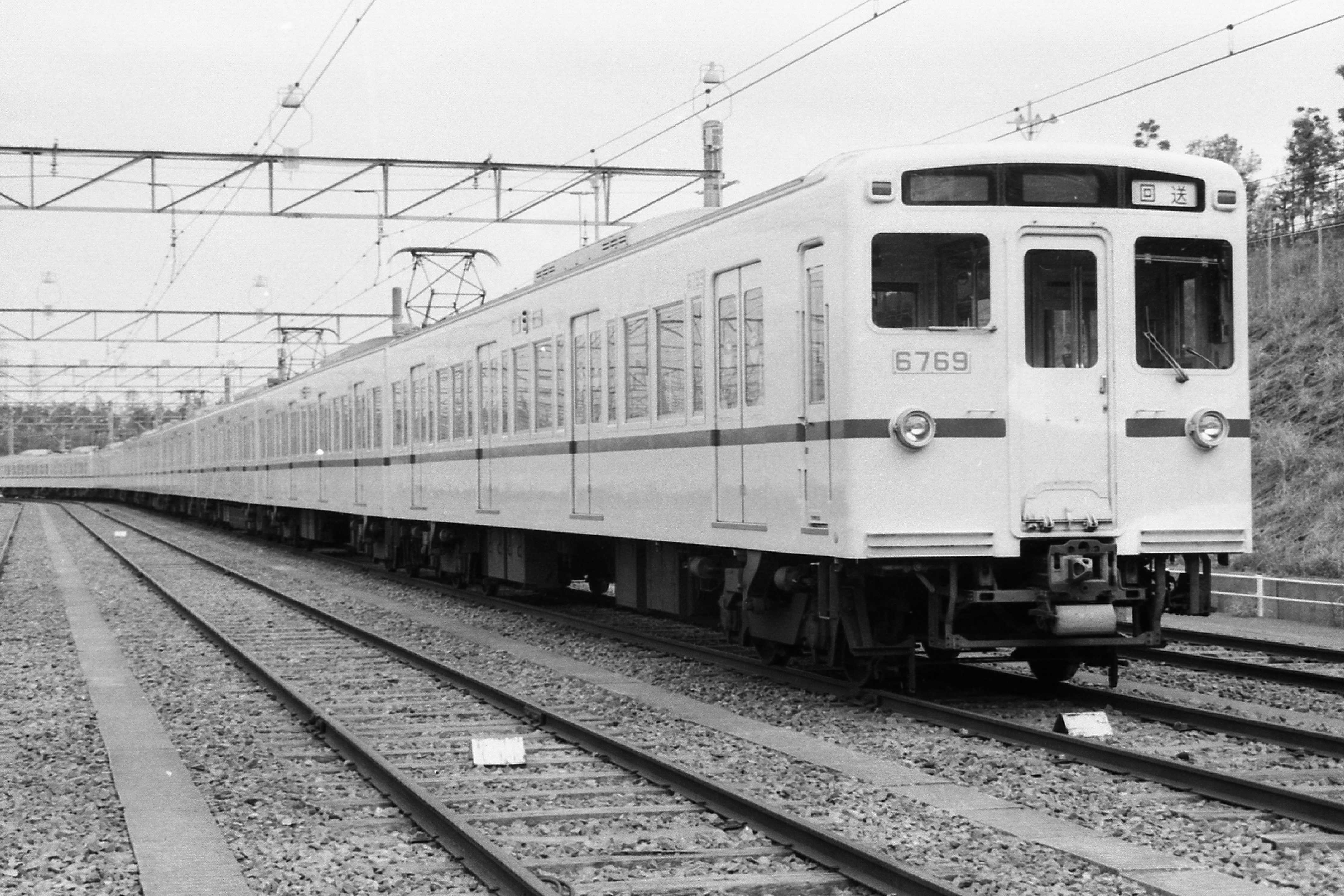
6719編成。連結器下にATC取り付け用のステーがある

1980年に3編成、1981年・1983年に各2編成、合計7編成京王線専用の8両編成が製造された。いずれの編成も新宿線乗入対応の30番台に改造・改番されて空いた番号を埋める形で附番され、サハ6550形の一部と6719編成の一部を除き2代目の車両番号となった。
6718編成・6719編成にはATC取付用のステーが設けられ、客用ドア下部の靴擦りがステンレス無塗装となった。デハ6265 - デハ6267と先頭車全車が東急製、それ以外が日車製である。1982年製造の6716編成以降は屋根の絶縁処理が変更され、ビニール張りから絶縁塗装（塗り屋根）に変更された。
この56両が製造される間、1981年2月に2700系6両、2010系の中間に挟まれていたサハ2500形・サハ2550形各5両の計16両が、1981年12月に2000系4両、2700系8両、2010系の中間に挟まれていたサハ2500形・サハ2550形各2両の計16両が、1983年10月に2010系12両が廃車され、2700系・2000系が形式消滅した。
|          | ← 新宿京王八王子・高尾山口・京王多摩センター →                        | ← 新宿京王八王子・高尾山口・京王多摩センター →                   | ← 新宿京王八王子・高尾山口・京王多摩センター →                   | ← 新宿京王八王子・高尾山口・京王多摩センター →                   | ← 新宿京王八王子・高尾山口・京王多摩センター →    | ← 新宿京王八王子・高尾山口・京王多摩センター →              | ← 新宿京王八王子・高尾山口・京王多摩センター →              | ← 新宿京王八王子・高尾山口・京王多摩センター →                        | 竣工時期                                               |
| 形式     | クハ6700                                                              | デハ6000                                                         | デハ6050                                                         | デハ6000                                                         | サハ6550                                          | デハ6000                                                    | デハ6050                                                    | クハ6750                                                              | 竣工時期                                               |
| 区分     | Tc1                                                                   | M1                                                               | M2                                                               | M1                                                               | T                                                 | M1                                                          | M2                                                          | Tc2                                                                   | 竣工時期                                               |
| 車両番号 | 6713 (II) 6714 (II) 6715 (II) 6716 (II) 6717 (II) 6718 (II) 6719 (II) | 6013 (II) 6014 (II) 6015 (II) 6016 (II) 6017 (II) 6018 (II) 6019 | 6063 (II) 6064 (II) 6065 (II) 6066 (II) 6067 (II) 6068 (II) 6069 | 6113 (II) 6114 (II) 6115 (II) 6116 (II) 6117 (II) 6118 (II) 6119 | 6563 6564 (II) 6565 (II) 6566 6567 6568 6569 (II) | 6213 6214 (II) 6215 (II) 6216 (II) 6217 (II) 6218 (II) 6219 | 6263 6264 (II) 6265 (II) 6266 (II) 6267 (II) 6268 (II) 6269 | 6763 (II) 6764 (II) 6765 (II) 6766 (II) 6767 (II) 6768 (II) 6769 (II) | 1980年11月 1980年10月 1980年11月 1981年11月 1983年10月 |

注記
サハ6563・デハ6213・デハ6263・サハ6566・サハ6567・サハ6568・デハ6019・デハ6069・デハ6119・デハ6219・デハ6269以外は2代目。

### 2両編成

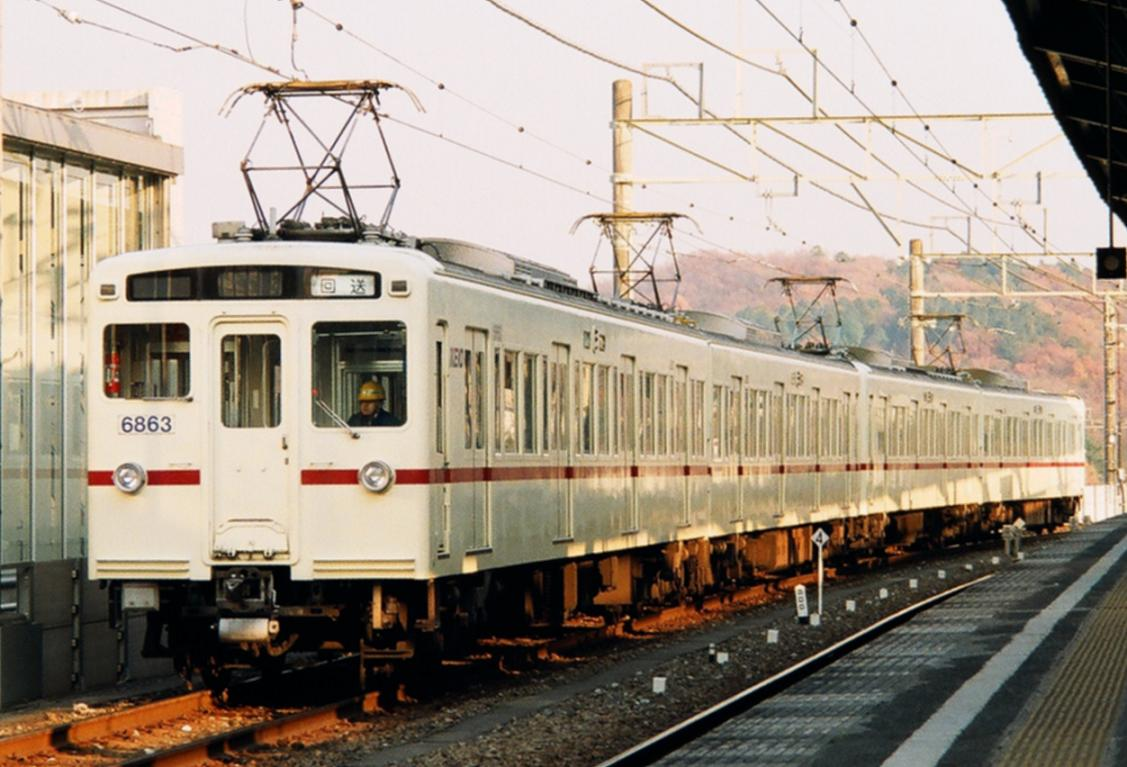
若葉台で入れ替え作業中の2両編成

1981年9月から始まった朝ラッシュ時新宿線乗入運用の一部10両編成化用として2両編成が製造された。全車東急製である。
デハ6400形とクハ6750形で構成され、使用電力増と回生ブレーキ使用に対応するためクハ6750形の京王八王子寄にもパンタグラフが搭載された。限られた床下スペースに必要な機器を搭載するため、主制御装置の小型化、空気圧縮機の小型化、ATS受信機、空制部品の一部を客室内椅子下に配置するなどの工夫がほどこされた。デハ6400形には新宿線用ATC装置を搭載するスペースが取れなかったため、新宿線乗入運用に入る際はクハ6750形が先頭となるよう、8両編成の京王八王子寄りに連結された。デハ6400形の先頭部には貫通幌が備えられ、乗入運用時には8両編成と幌で貫通された。
10両編成での運転は準備の整った相模原線から新宿線に乗り入れる系統から先に実施されたため、新宿線乗入対応の30番台が先行して製造されたが、東京都との調整の遅れから就役が遅れ、当初は競馬場線に2両編成で使用された。1982年10月から京王線系統の10両編成運転も開始されたため、新宿線用ATCを搭載しない京王線専用の10番台も製造された。
2両編成では運転台直後の客室に車内灯が増設されている。
6436編成・6437編成は京王線専用、乗入対応用共通の予備車（兼用車）とされ、両者の運用に入った。1984年から後継となる7000系の製造が始まっているが、10両編成運用の増加により、6000系2両編成が継続して製造された。
1982年製造の6410編成・6436編成以降は塗り屋根に変更されたほか、1983年以降製造の6436編成・6413編成以降は客用ドアの靴擦りがステンレス化された。京王線内運用時は新宿寄りに連結され、連結・解放時間短縮のため京王線専用編成のクハ6750形には自動連結解放装置が設けられた。

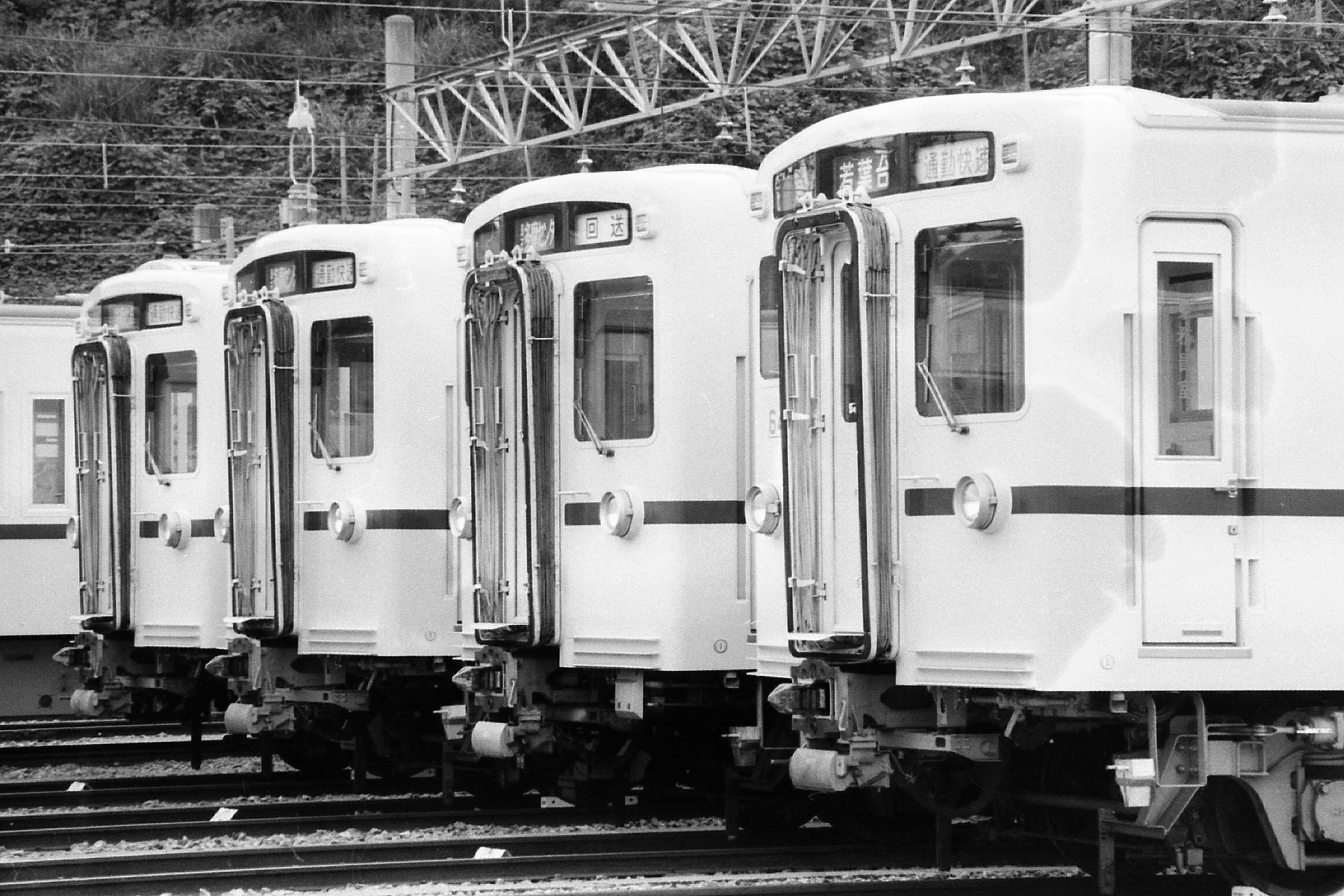
若葉台に並ぶ幌を装備した2両編成

新宿線乗入運用では2両編成のデハ6400形に貫通幌を設置、8両編成のクハ6700形との間が貫通幌でつながれ、その着脱に時間を要することから、兼用車以外の30番台には自動連結解放装置は設置されなかった。
|          | ← 新宿・本八幡 京王八王子・南大沢 → | ← 新宿・本八幡 京王八王子・南大沢 → | 竣工時期                       |
| 形式     | デハ6400                            | クハ6750                            | 竣工時期                       |
| 区分     | Mc                                  | Tc2                                 | 竣工時期                       |
| 車両番号 | 6431 6432 6433 6434 6435 6436 6437  | 6881 6882 6883 6884 6885 6886 6887  | 1981年3月 1983年10月 1989年3月 |
| 搭載機器 | CON・PT CP                          | PT BMG 130                          |                                |
| 自重     | 40.5 t                              | 31.5 t                              |                                |
| 定員     | 150                                 | 150                                 |                                |

|          | ← 新宿京王八王子 → 府中競馬正門前 →                         | ← 新宿京王八王子 → 府中競馬正門前 →                    | 竣工時期                                 |
| 形式     | デハ6400                                                    | クハ6750                                               | 竣工時期                                 |
| 区分     | Mc                                                          | Tc2                                                    | 竣工時期                                 |
| 車両番号 | 6410 6411 6412 6413 (II) 6414 6415 6416 6417 6418 6419 6420 | 6860 6861 6862 6863 6864 6865 6866 6867 6868 6869 6870 | 1982年10月 1984年9月 1986年8月 1989年3月 |
| 搭載機器 | CON・PT CP                                                  | PT BMG 130                                             |                                          |
| 自重     | 40.5 t                                                      | 31.5 t                                                 |                                          |
| 定員     | 150                                                         | 150                                                    |                                          |

注記
デハ6413は2代目。

### 1980年代の諸改造
分割・併合作業の容易化のため、一部の先頭車に自動連結解放装置が設置された。クハ6755とクハ6805に1981年に設置されて試験ののち、1982年ごろに京王線専用の8両編成の新宿寄り先頭車クハ6700形に、1983年ごろに残りの5 + 3編成のクハ6750形とクハ6700形（6800番台）に同装置が設置された。5+3編成の新宿寄り先頭車クハ6700形（6700番台）にも次いで1982年ごろに、5+3編成の編成順位が3 + 5に変更されたため、デハ6450形にも1992年ごろに同装置が設置されている。30番台は分割・併合時に貫通幌を使用し、その脱着に時間を要するため、自動連結解放装置は設けられなかった。
1981年から1982年にかけて他の8両編成と編成構成が異なっていた6710編成 - 6712編成を他編成に併せるための組み替えが行われた。6100番台と6200番台のデハ6000形の間で車両番号の振替が行われた。
|          | ← 新宿京王八王子・高尾山口・橋本 → | ← 新宿京王八王子・高尾山口・橋本 → | ← 新宿京王八王子・高尾山口・橋本 → | ← 新宿京王八王子・高尾山口・橋本 →                 | ← 新宿京王八王子・高尾山口・橋本 → | ← 新宿京王八王子・高尾山口・橋本 →                 | ← 新宿京王八王子・高尾山口・橋本 → | ← 新宿京王八王子・高尾山口・橋本 → | 竣工時期            |
| 形式     | クハ6700                           | デハ6000                           | デハ6050                           | デハ6000                                           | サハ6550                           | デハ6000                                           | デハ6050                           | クハ6750                           | 竣工時期            |
| 区分     | Tc1                                | M1                                 | M2                                 | M1                                                 | T                                  | M1                                                 | M2                                 | Tc2                                | 竣工時期            |
| 車両番号 | 6710 6711 6712                     | 6010 6011 6012                     | 6060 6061 6062                     | 6110 (II) (6210) 6111 (II) (6211) 6112 (II) (6212) | 6560 6561 6562                     | 6210 (II) (6110) 6211 (II) (6111) 6212 (II) (6112) | 6260 6261 6262                     | 6760 6761 6762                     | 1981年7月 1982年1月 |

1981年から1982年にかけて百の位0のデハ6050形のパンタグラフが使用停止とされたのち、1983年から1985年にかけて撤去され、井の頭線に転用された。
1986年に1973年製造のクハ6731 - クハ6733・クハ6710 - クハ6712・クハ6781 - クハ6783・クハ6760 - クハ6762に冷房装置が1台増設された。これらの車両には5台目の冷房装置を設置できるよう製造時から空の冷房装置カバーが1台設けられており、この中に冷房装置が搭載されている。
1986年から2両 + 5両 + 3両の10両編成運転が始まり、5両編成が抵抗制御車の場合は編成中に3種類の制御段数の車両が含まれることになるため、前後動を抑えるため0番台先頭車の連結器緩衝器が改良型に変更され、以降の新造車にも取り入れられた。
製造から15年 - 20年経過した時点で経年により劣化した部位の更新工事が順次行われている。大半の車両で屋根が塗り屋根となり、1992年以降に内装を張り替えた車両は車内壁色が8000系と同じ大理石模様に変更されている。

### 1987年以降製造の乗入対応8両編成

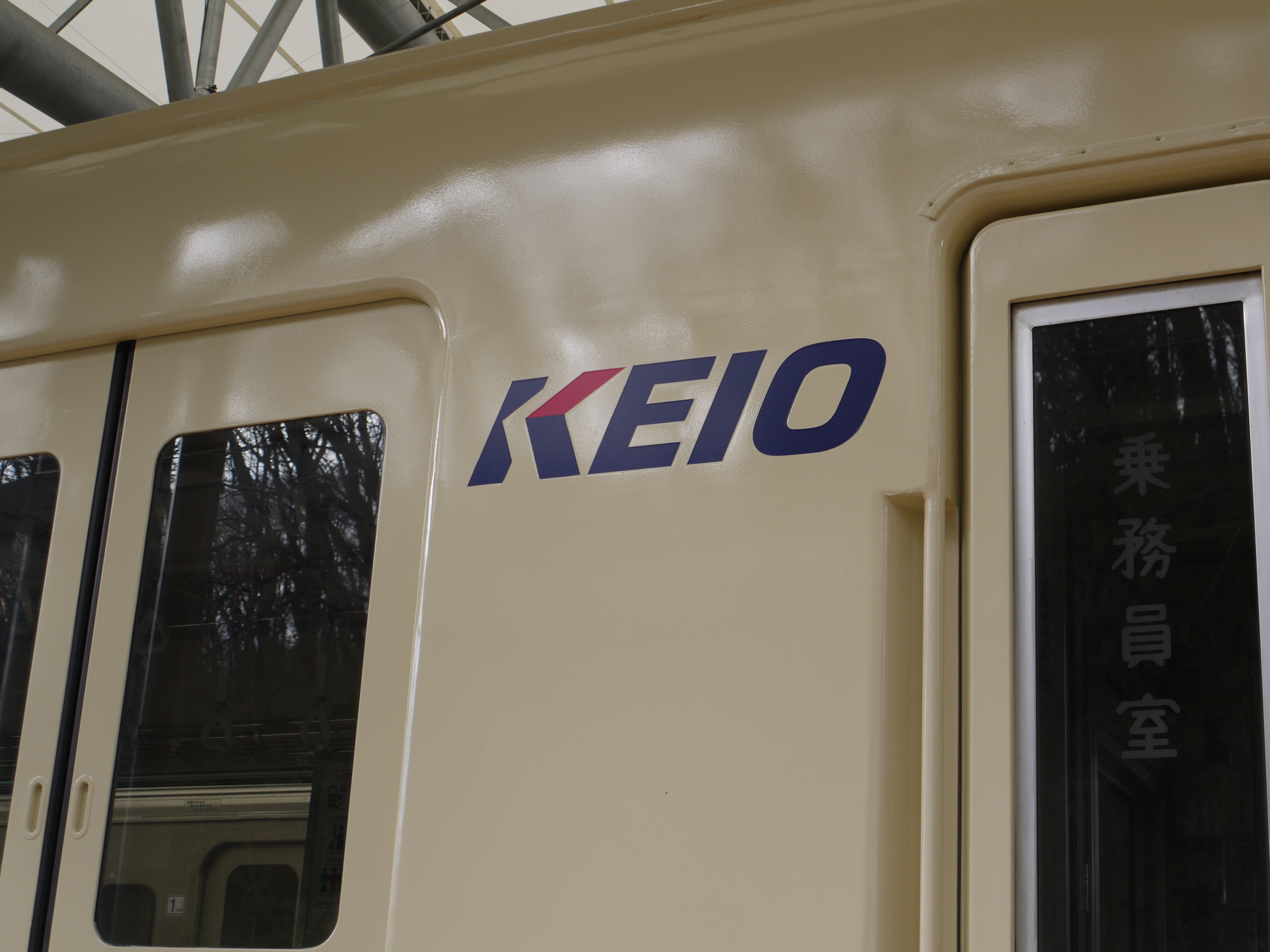
京王ロゴ
保存車両のもの

相模原線の南大沢、橋本延伸に伴う乗入運用の増加に対応し、30番台8両編成が1988年・1989年・1990年に各1編成製造された。デハ6092・デハ6292・デハ6094と先頭車が東急製、それ以外が日車製である。この3編成は空気圧縮機が低騒音形のHS-20Dに変更されている。1989年11月に京王グループの新しいシンボルマークが制定され、4扉車の最終製造となった6744編成では側面の社章がKTRからKEIOに変更され、既存車も順次同様に変更されている。6743編成と6744編成では2両編成同様運転台直後の客室に車内灯が増設されている。
|          | ← 新宿・本八幡京王八王子・高尾山口・橋本 → | ← 新宿・本八幡京王八王子・高尾山口・橋本 → | ← 新宿・本八幡京王八王子・高尾山口・橋本 → | ← 新宿・本八幡京王八王子・高尾山口・橋本 → | ← 新宿・本八幡京王八王子・高尾山口・橋本 → | ← 新宿・本八幡京王八王子・高尾山口・橋本 → | ← 新宿・本八幡京王八王子・高尾山口・橋本 → | ← 新宿・本八幡京王八王子・高尾山口・橋本 → | 竣工時期                      |
| 形式     | クハ6700                                   | デハ6000                                   | デハ6050                                   | デハ6000                                   | デハ6050                                   | デハ6000                                   | デハ6050                                   | クハ6750                                   | 竣工時期                      |
| 区分     | Tc1                                        | M1                                         | M2                                         | M1                                         | M1                                         | M1                                         | M2                                         | Tc2                                        | 竣工時期                      |
| 車両番号 | 6742 6743 6744                             | 6042 6043 6044                             | 6092 6093 6094                             | 6142 6143 6144                             | 6192 6193 6194                             | 6242 6243 6244                             | 6292 6293 6294                             | 6792 6793 6794                             | 1988年3月 1989年3月 1990年2月 |

### 5扉車

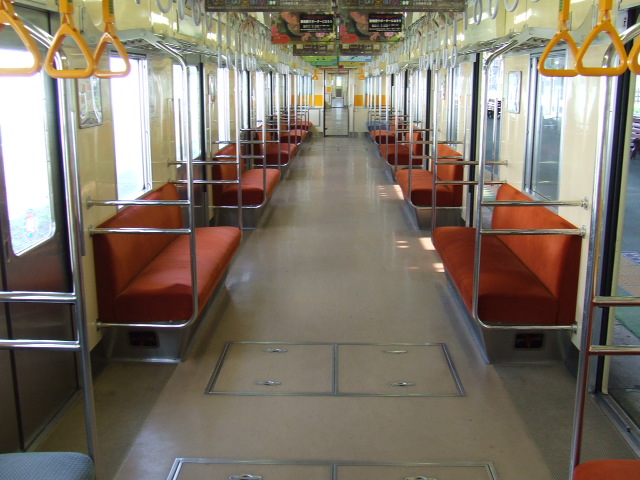
5扉車車内

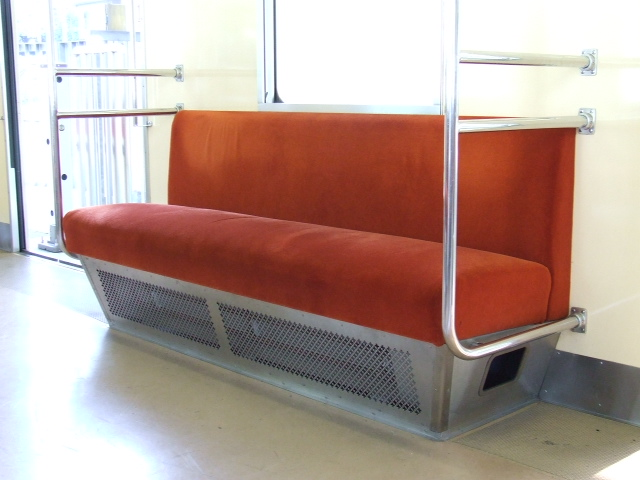
座席（4人掛け）

京王線では1972年から朝ラッシュ時1時間あたり最大30本の列車を運転しており、増発余力がなかったため以降は車両の大型化、長編成化により輸送力の増強をはかってきた。1990年代初頭には朝ラッシュ時の30本の列車のうち各駅停車15本が8両編成、急行・通勤快速15本が10両編成となったが、各駅停車の全列車10両編成化は1996年3月まで待たねばならなかった。列車自体の輸送力増加に加え、混雑の分散、停車時分の短縮のため駅階段の増設、閉そく区間の列車追い込みをスムーズにするための信号改良やホームの交互使用などの施策を併せて行ってきた中、ホームの交互使用が出来ない千歳烏山駅と明大前駅での乗降時間短縮を目的として、客用扉を片側5か所とした5両4編成が1991年に製造された。5扉車の導入により、明大前駅の停車時分は62.5秒から54.5秒に短縮されたとされている。18 m級車体の車両では5扉車を採用した事例が他にもあるが、20 m級車体で5扉は4扉車と扉位置がずれることもあり、6000系5扉車が唯一の事例である。また、普通鋼で製造された多扉車も6000系が唯一の存在である。
5扉車では車両番号の下2桁が21 (71) から附番されている。車両重量を増やすことなく車体強度を保つため、京王の車両として初めて戸袋窓が廃止された。戸袋窓廃止による採光面積の縮小を少しでも補うため、扉間の窓はサッシなしとされた。外板の腐食対策のため、車体下部の構造と窓から流れ込む雨水の処理方法が変更されている。主要機器は従来の6000系と同様とされたが、補助電源装置は静止型インバータとされ、冷房装置も換気機能を付加したものに変更された。4扉車では車体中央部に種別・行先表示装置、車側灯がまとめて設置されていたが、5扉車では設置できるスペースがないため、1つずつ扉間の窓上に設置された。これまで京王の車両は車両番号に独特の角ばった書体を採用していたが、5扉車では一般的な欧文書体に変更され、以降の新造車すべてに採用されるとともに6000系・7000系の既存車も順次新書体に変更されている。5扉車は混雑の激しい編成中央部に連結するため、2両 + 5両 + 3両の編成で朝ラッシュ時は運用され、ラッシュ以降は3両または2両編成を切り離した7両または8両編成で各駅停車に運用された。両先頭車に自動連結解放装置が設置されている。
|          | ← 新宿京王八王子・高尾山口・橋本 → | ← 新宿京王八王子・高尾山口・橋本 → | ← 新宿京王八王子・高尾山口・橋本 → | ← 新宿京王八王子・高尾山口・橋本 → | ← 新宿京王八王子・高尾山口・橋本 → | 竣工時期            |
| 形式     | クハ6700                           | デハ6000                           | デハ6050                           | デハ6000                           | クハ6750                           | 竣工時期            |
| 区分     | Tc1                                | M1                                 | M2                                 | M1                                 | Tc2                                | 竣工時期            |
| 車両番号 | 6721 6722 6723 6724                | 6021 6022 6023 6024                | 6071 6072 6073 6074                | 6121 6122 6123 6124                | 6771 6772 6773 6774                | 1991年2月 1991年3月 |
| 搭載機器 | CP                                 | CON・PT                            | CP SIV 110                         | CON・PT                            | SIV 110                            |                     |
| 自重     | 29.0 t                             | 38.8 t                             | 37.8 t                             | 38.8 t                             | 30.7 t                             |                     |
| 定員     | 149                                | 160                                | 160                                | 160                                | 149                                |                     |

### スカート設置
1992年から順次先頭部床下にスカートが設置された。通常の運用で先頭に出ない30番台2両編成のデハ6400形、10番台2両編成のクハ6750形はデハ6436・デハ6437を除いてスカートが設置されなかった。

### 2両編成の乗入対応改造
京王線専用の2両編成のうち、6418編成 - 6420編成が1993年から1996年にかけて乗入対応に改造され、30番台に改番された。この3編成は京王線専用編成時代にスカートを設置し、後に乗入対応に改造されたため、両方の先頭車にスカートがある。
|          | ← 新宿・本八幡 京王八王子・橋本 →   | ← 新宿・本八幡 京王八王子・橋本 →   | 竣工時期                      |
| 形式     | デハ6400                            | クハ6750                            | 竣工時期                      |
| 区分     | Mc                                  | Tc2                                 | 竣工時期                      |
| 車両番号 | 6438 (6420) 6439 (6419) 6440 (6418) | 6888 (6870) 6889 (6869) 6890 (6868) | 1993年7月 1995年6月 1996年2月 |

### 抵抗制御車の廃車と変則編成
1998年から6000系の廃車が始まった。1998年には6701編成（3月）・6702編成（2月）・6704編成（1月）の5両3編成、6801編成（3月）・6802編成（2月）・6804編成（1月）の3両3編成の合計24両が廃車された。代替として8000系8両3編成が新造されている。
抵抗制御車の廃車を先行させるため、6803編成・6806編成の3両編成2本から抜き取られた車両と抵抗制御車の電動車デハ6053を電装解除した付随車で5両編成が1999年3月に組成された。デハ6053は電装解除され、サハ6553となった。デハ6456のパンタグラフは後に撤去されている。残ったクハ6806は1999年1月に、6703編成のデハ6053を除く4両と6803編成のデハ6453は1999年2月に廃車されている。
1999年には6705編成（2月）・6706編成（1月）の5両2編成の計16両が廃車された。代替として8000系8両2編成が製造されている。1998年・1999年で抵抗制御車が全廃された。廃車時に発生した部品のうち、抵抗制御車の主制御装置は上毛電気鉄道700型に、運転台機器は松本電気鉄道3000形、岳南鉄道8000形をそれぞれ井の頭線3000系から改造する際に利用された。
|          | ← 新宿京王八王子 → | ← 新宿京王八王子 → | ← 新宿京王八王子 → | ← 新宿京王八王子 → | ← 新宿京王八王子 → | 竣工時期  |
| 形式     | クハ6700           | デハ6000           | サハ6550           | デハ6000           | デハ6450           | 竣工時期  |
| 区分     | Tc1                | M1                 | T                  | M1                 | Mc2                | 竣工時期  |
| 車両番号 | 6803               | 6403               | 6553 (II) (6053)   | 6406               | 6456               | 1999年3月 |

注記
サハ6553は2代目。隣に連結されたデハ6403の電装前の番号が初代サハ6553である。

### 5扉車の4扉化及び編成組替

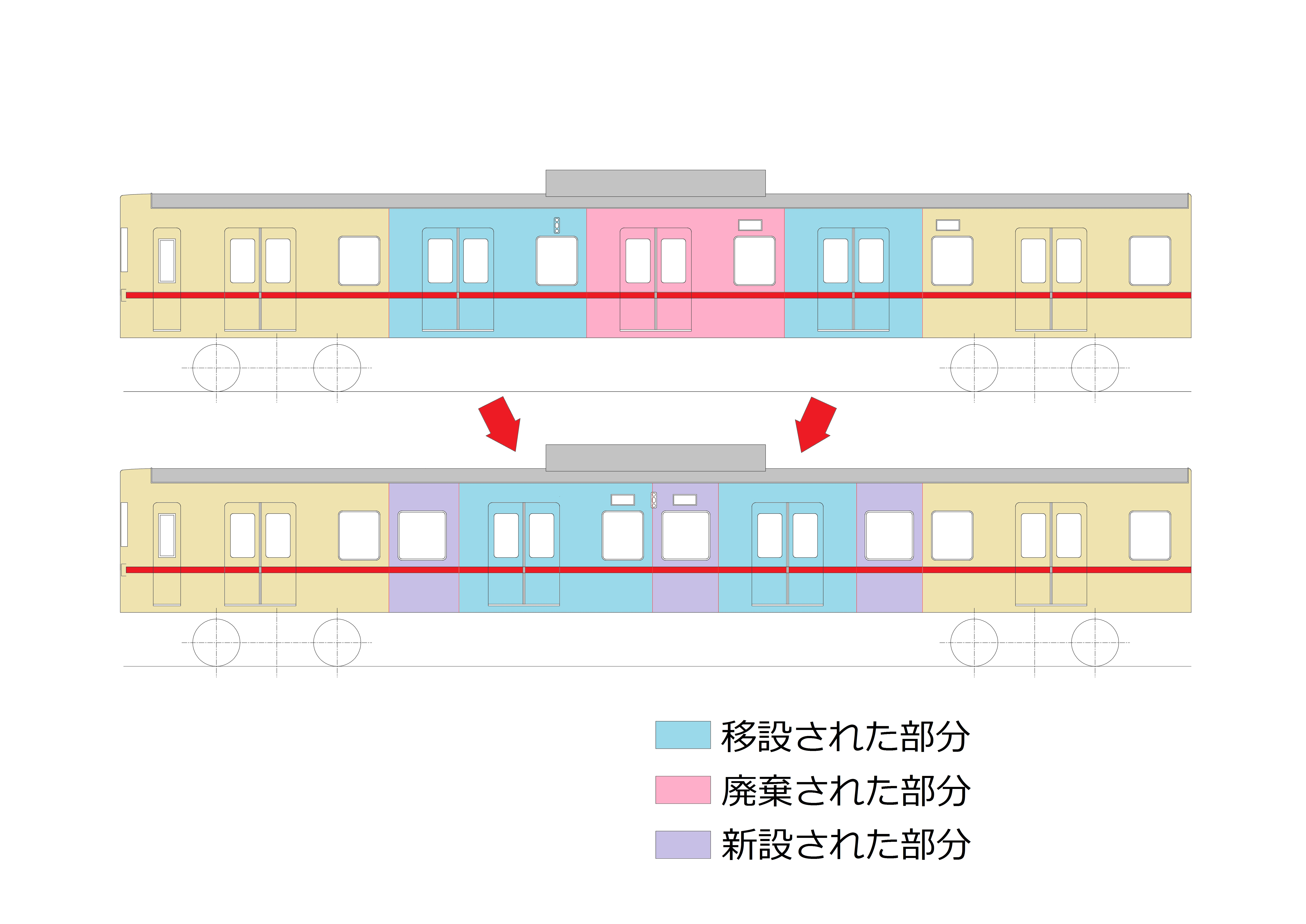
4扉改造の概念図

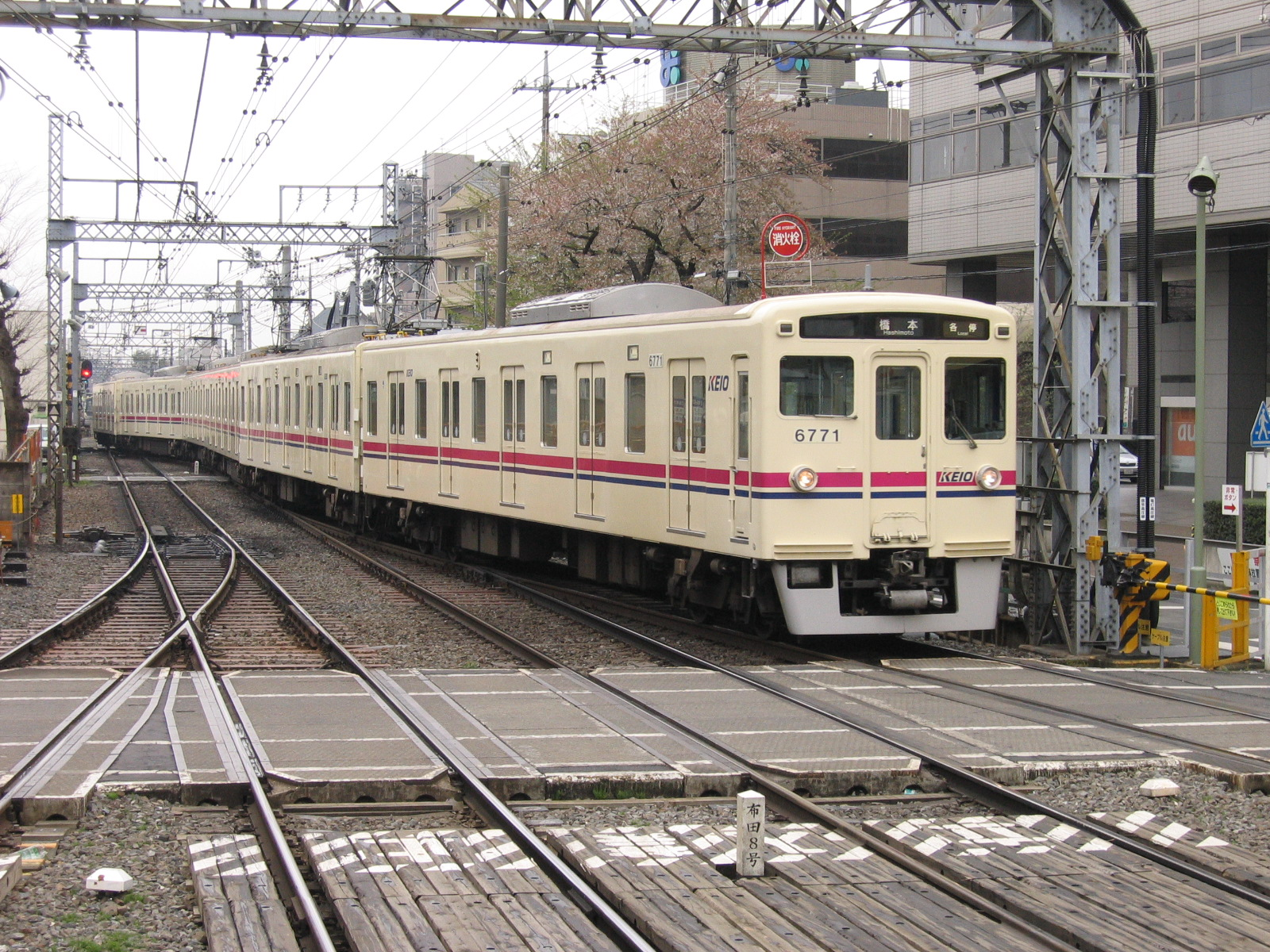
相模原線内運用で使われていた元5扉車6両編成（2005年4月 調布駅）

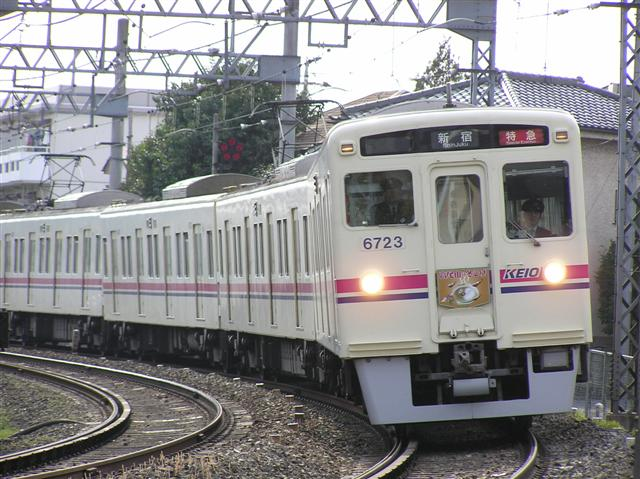
4扉化された元5扉車の6723編成（2006年3月 高幡不動駅 - 南平駅間）

4編成が導入された5扉車であったが、登場時から座席数が少ないことが問題視されていたことに加え、長編成化などにより混雑が緩和されてきたこと、乗車扉位置の異なる車両の運用に苦情もあったことなどから、これら問題の解決を目的に2編成が4扉に改造されることとなった。
4扉化にあたっては両端の扉を存置し、その他側面部を全面的に改造、中央扉を撤去してその両側の扉を移設した（画像参照）。改造にあたっては車体が歪まないように片側ずつ施工されたという。種別と行先表示装置は他の4扉車同様、車体中央に移設された。戸袋窓は引き続き設けられず、採光確保のため窓が増設され、京王線用車両として初の固定窓となった。
当初は他の5両編成と共通運用されたが、5両編成がこの2本だけとなったのちは2編成を連結した10両編成として運用された。一方、5扉で残った2編成は6両編成と4両編成に組み替えられ、それぞれ相模原線と動物園線の区間運用に使用された。デハ6072にはパンタグラフが設置された。
|          | ← 新宿京王八王子・高尾山口・橋本 → | ← 新宿京王八王子・高尾山口・橋本 → | ← 新宿京王八王子・高尾山口・橋本 → | ← 新宿京王八王子・高尾山口・橋本 → | ← 新宿京王八王子・高尾山口・橋本 → | 竣工時期            |
| 形式     | クハ6700                           | デハ6000                           | デハ6050                           | デハ6000                           | クハ6750                           | 竣工時期            |
| 区分     | Tc1                                | M1                                 | M2                                 | M1                                 | Tc2                                | 竣工時期            |
| 車両番号 | 6723 6724                          | 6023 6024                          | 6073 6074                          | 6123 6124                          | 6773 6774                          | 2000年3月 2000年1月 |
| 搭載機器 | CP                                 | CON・PT                            | CP SIV 110                         | CON・PT                            | SIV 110                            |                     |
| 自重     | 28.9 t                             | 38.8 t                             | 37.8 t                             | 38.8 t                             | 30.6 t                             |                     |
| 定員     | 148                                | 158                                | 158                                | 158                                | 148                                |                     |

|          | ← 調布橋本 → | ← 調布橋本 → | ← 調布橋本 → | ← 調布橋本 → | ← 調布橋本 → | ← 調布橋本 → | 竣工時期  |
| 形式     | クハ6700     | デハ6000     | デハ6050     | デハ6000     | デハ6000     | クハ6750     | 竣工時期  |
| 区分     | Tc1          | M1           | M2           | M1           | M1           | Tc2          | 竣工時期  |
| 車両番号 | 6721         | 6021         | 6071         | 6121         | 6122         | 6771         | 2000年8月 |

|          | ← 多摩動物公園高幡不動 → | ← 多摩動物公園高幡不動 → | ← 多摩動物公園高幡不動 → | ← 多摩動物公園高幡不動 → | 竣工時期  |
| 形式     | クハ6700                 | デハ6000                 | デハ6050                 | クハ6750                 | 竣工時期  |
| 区分     | Tc1                      | M1                       | M2                       | Mc2                      | 竣工時期  |
| 車両番号 | 6722                     | 6022                     | 6072                     | 6772                     | 2000年8月 |

### 追加の乗入対応工事と廃車進行
初期に製造された30番台を置き換えるため、後期製造の車両を新宿線乗入対応に改造する工事が行われた
。6748編成・6749編成は正面の運行番号表示器がLED式になっている。これらの追加改造車に置き換えられ、6731編成が2001年11月に、6732編成が2002年10月に、6733編成が2003年10月にそれぞれ廃車されている。
|          | ← 新宿京王八王子 →                  | ← 新宿京王八王子 →                  | ← 新宿京王八王子 →                  | ← 新宿京王八王子 →                  | ← 新宿京王八王子 →                  | ← 新宿京王八王子 →                  | ← 新宿京王八王子 →                  | ← 新宿京王八王子 →                  | 竣工時期                        |
| 形式     | クハ6700                            | デハ6000                            | デハ6050                            | デハ6000                            | デハ6050                            | デハ6000                            | デハ6050                            | クハ6750                            | 竣工時期                        |
| 区分     | Tc1                                 | M1                                  | M2                                  | M1                                  | M2                                  | M1                                  | M2                                  | Tc2                                 | 竣工時期                        |
| 車両番号 | 6746 (6716) 6748 (6718) 6749 (6719) | 6046 (6016) 6048 (6018) 6049 (6019) | 6096 (6066) 6098 (6068) 6099 (6069) | 6146 (6116) 6148 (6118) 6149 (6119) | 6196 (6566) 6198 (6568) 6199 (6569) | 6246 (6216) 6248 (6218) 6249 (6219) | 6296 (6266) 6298 (6268) 6299 (6269) | 6796 (6766) 6798 (6768) 6799 (6719) | 2003年12月 2002年12月 2002年1月 |

2001年には6731編成の他に6710編成が12月、6711編成が1月、1999年に組成された暫定6803編成と6805編成が2月に廃車され、計32両が廃車された。6711編成は界磁チョッパ車初の廃車、6731編成は30番台で初の廃車である。2002年には6732編成のほか、6712編成が1月に廃車され、計16両が廃車となった。2003年の6733編成の廃車により、分散冷房装置搭載車が消滅している。この56両の代替のため、2000年から2003年にかけて9000系56両が製造されている。

### 1990年代末以降の諸改造
中間連結面間に転落防止の外幌を設ける工事が1997年から2001年にかけて施工されている。

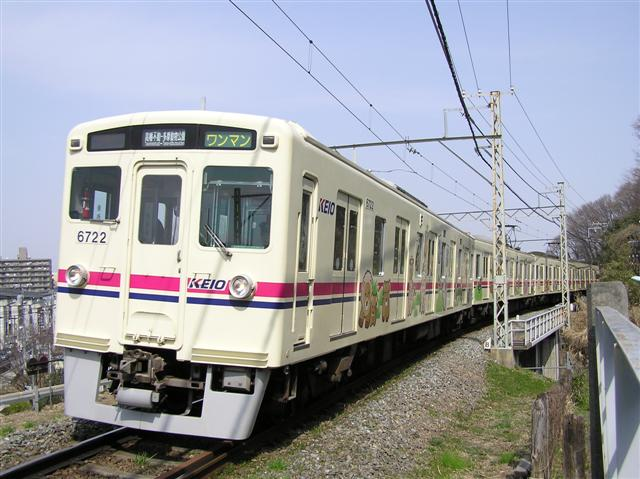
動物園線内のワンマン列車に使用される6722編成「TAMA ZOO TRAIN」（2006年3月 高幡不動駅 - 多摩動物公園駅間）

競馬場線用として1999年7月に6416編成と6417編成に、動物園線用として2000年10月に6722編成にワンマン化対応改造が行われた。助手席側運転台には客室と通話できる電話機が設けられた。6722編成には同時にTama Zoo Trainのラッピングがほどこされた。

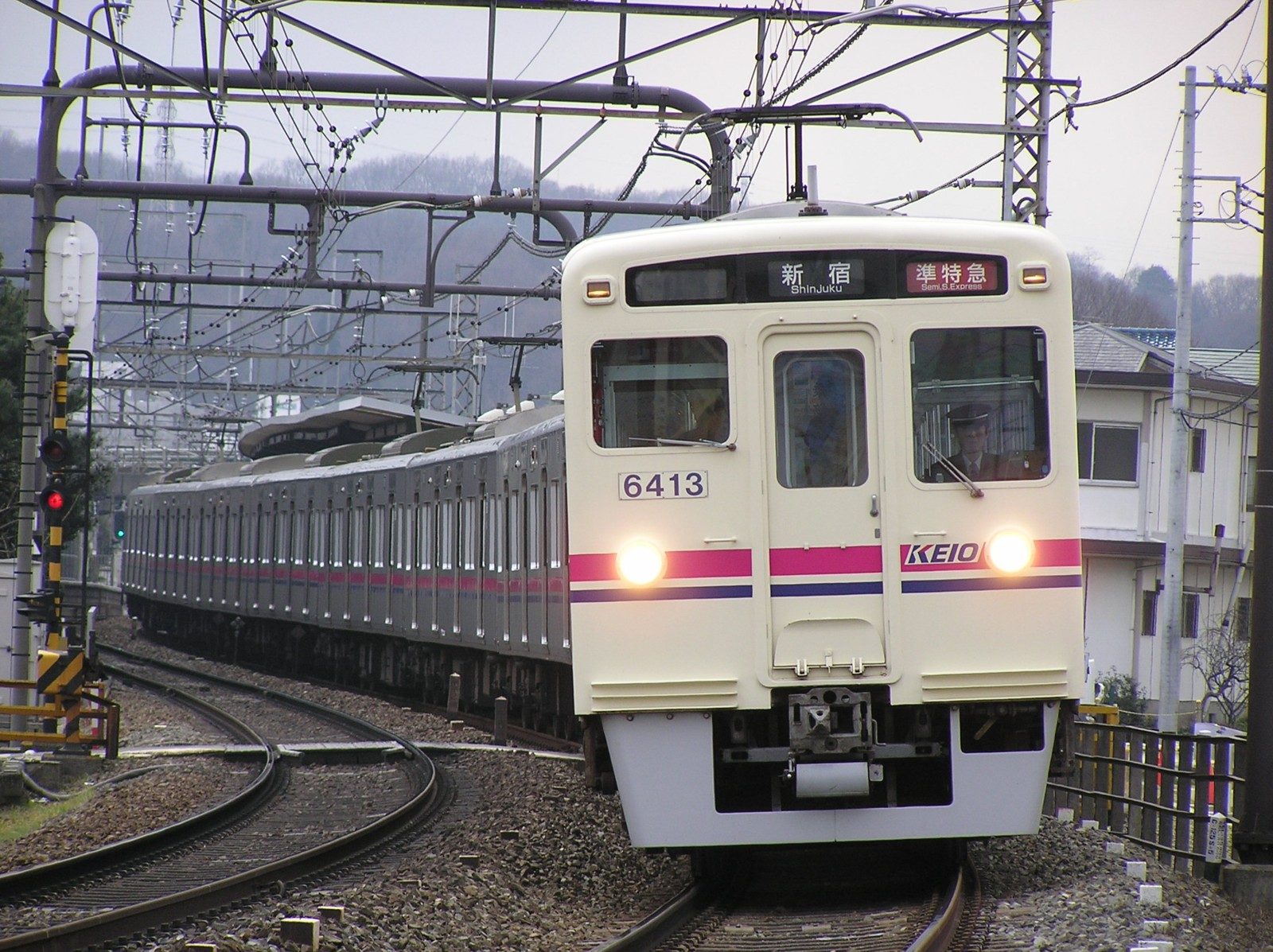
9000系と連結されて運用される6413編成

2000年に登場した9000系には6000系・7000系と連結可能な読替装置が搭載されたため、9000系8両編成に6000系2両編成が連結されて運用されることもあった。6000系と7000系は併結可能だったが、2010年8月22日の6717編成の廃車回送時に7423編成を、2010年11月2日の6722編成の若葉台への回送時に7703編成を（いずれも7000系は下り側に連結。）連結して運転した事例があるのみである。
2002年10月に全編成の帯色がえんじから8000系と同じ京王レッドと京王ブルーに変更されている。
6721編成の6両編成化以降もデハ6000形デハ6122はM1車として使用されてきたが、M2車デハ6050形デハ6171に改造された。デハ6171は通常パンタグラフを搭載しないM2車であるが、パンタグラフは存置された。
|          | ← 新宿京王八王子 → | ← 新宿京王八王子 → | ← 新宿京王八王子 → | ← 新宿京王八王子 → | ← 新宿京王八王子 → | ← 新宿京王八王子 → | 竣工時期  |
| 形式     | クハ6700           | デハ6000           | デハ6050           | デハ6000           | デハ6050           | クハ6750           | 竣工時期  |
| 区分     | Tc1                | M1                 | M2                 | M1                 | M2                 | Tc2                | 竣工時期  |
| 車両番号 | 6721               | 6021               | 6071               | 6121               | 6171 (6122)        | 6771               | 2003年5月 |

2005年ごろに一部の車両のパンタグラフが東洋製PT-7110シングルアーム形に換装されている。2009年にデワ600形のパンタグラフもシングルアーム形に換装された。

### 事業用車デワ600形への改造と0番台の消滅
1995年から事業用車として運用されていた5000系電動貨車の代替としてデハ6107・デハ6407・デハ6457が2004年10月にデワ600形電動貨車に改造された。デハ6107は新宿寄りドアから前を切断し、クハ6707の運転台を取り付けた。デワ600形の詳細は後述する。デワ600形に改造されなかったクハ6707・デハ6007・デハ6057・クハ6757・クハ6807の5両が7月に廃車され、デハ6450形が形式消滅、0番台が消滅した。
6707編成・6807編成の代替として9000系8両が2004年に製造された。

### 2007年以降の廃車

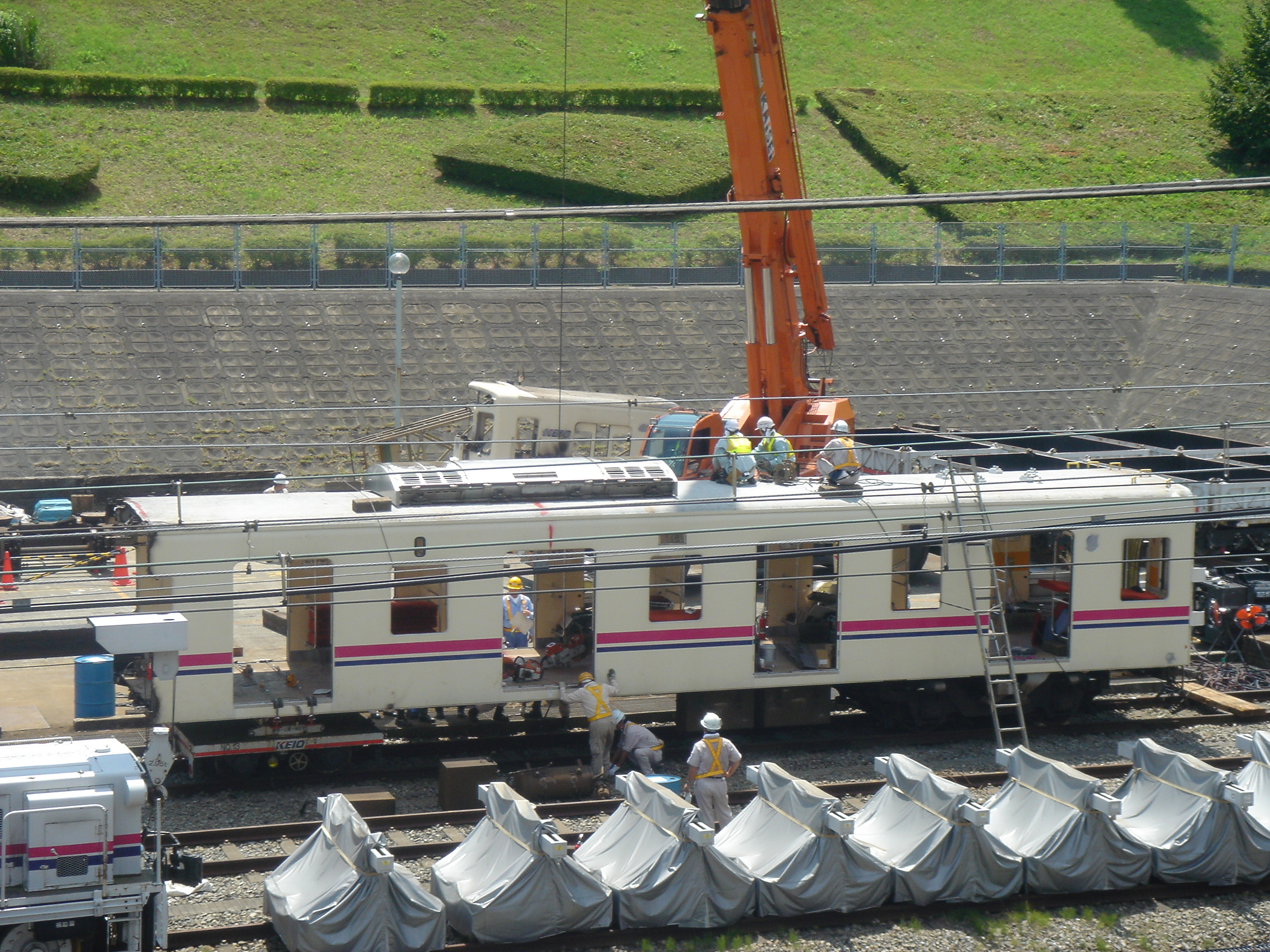
脱線救出訓練に使われたクハ6721（2007年8月9日 南大沢駅付近）

2005年に9000系新宿線乗入対応車が登場して以降、6000系の廃車が加速するようになった。
- 2007年
  - 2005年・2006年には9000系10両5編成が製造され[146]、6737編成（2月）[189]・6746編成（3月）[189]の8両2編成、6721編成[190]の6両1編成（6月）、6431編成（3月）[189]の2両1編成、合計24両が廃車された。このうち6721編成のクハ6721は同年8月に南大沢駅付近の保線車両基地で脱線救出訓練に使用されたのち、解体された[153]。
- 2008年
  - 2008年には9000系10両9編成が製造され[146]、6000系30番台が大量に廃車された[191]。6734編成（7月）[192]・6735編成（5月）[192]・6736編成（3月）[190]・6738編成（2月）[190]・6739編成（3月）[190]・6743編成（4月）[192]・6744編成（10月）[192]・6748編成（8月）[192]・6749編成（11月）[192]の8両9編成と6433編成（4月）[192]・6434編成（5月）[192]・6435編成（5月）[192]・6436編成（10月）[192]・6437編成（11月）[192]・6439編成（8月）[192]の2両6編成の合計84両が廃車された。
- 2009年
  - 9000系10両編成の製造が続き、2009年も6編成が製造された[146]。6000系は6713編成（7月）[193]・6714編成（8月）[193]・6740編成（4月）[193]・6741編成（5月）[193]・6742編成（6月）[193]の8両5編成、6723編成（9月）[193]・6724編成（9月）[193]の5両2編成、6432編成（4月）[193]・6438編成（6月）[193]・6440編成（5月）[193]の2両3編成の56両が廃車された。2009年6月で都営新宿線乗入から離脱[194]し、30番台が全廃された[195]。

### 復刻塗装と6000系の全廃

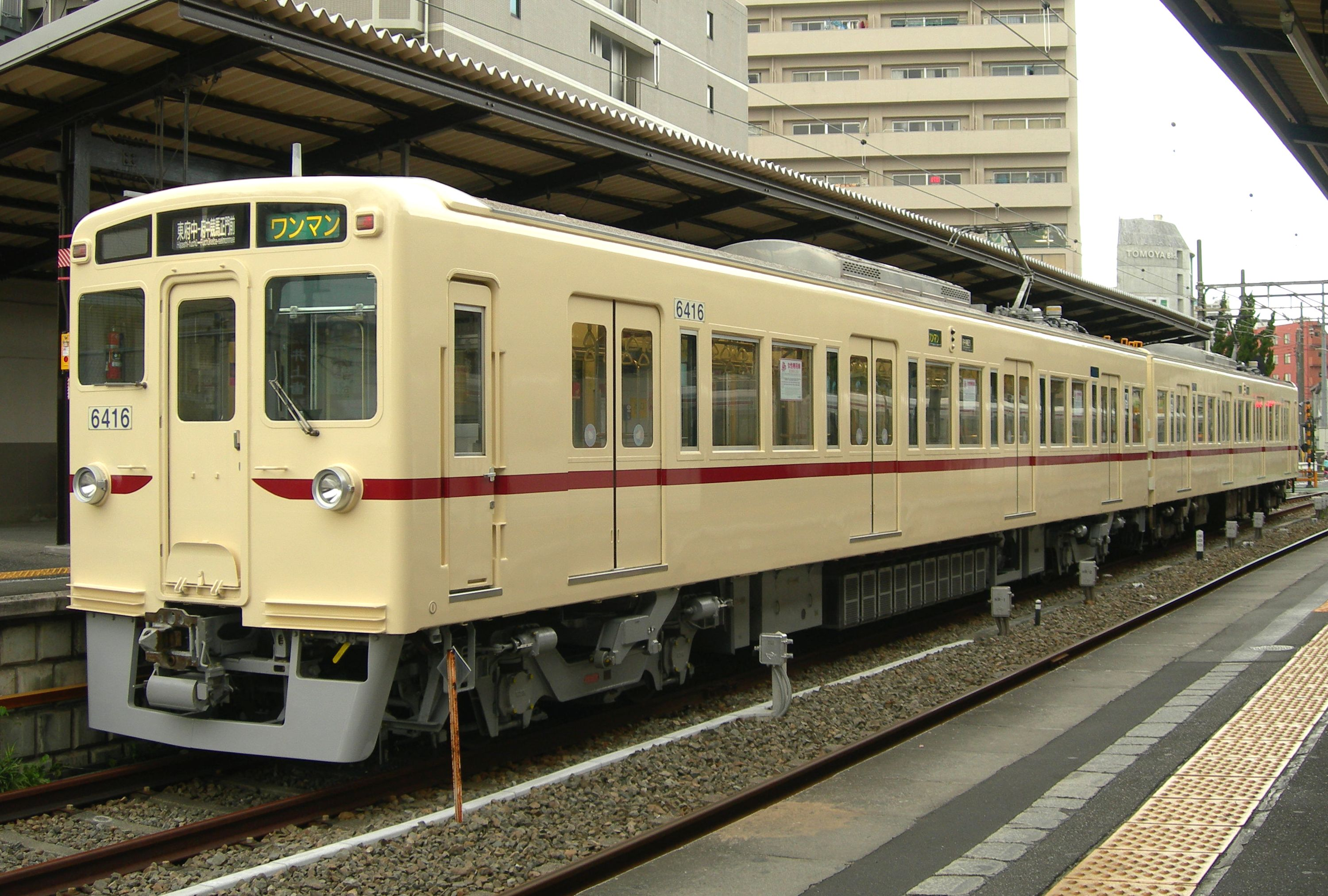
復刻塗装となった6416編成

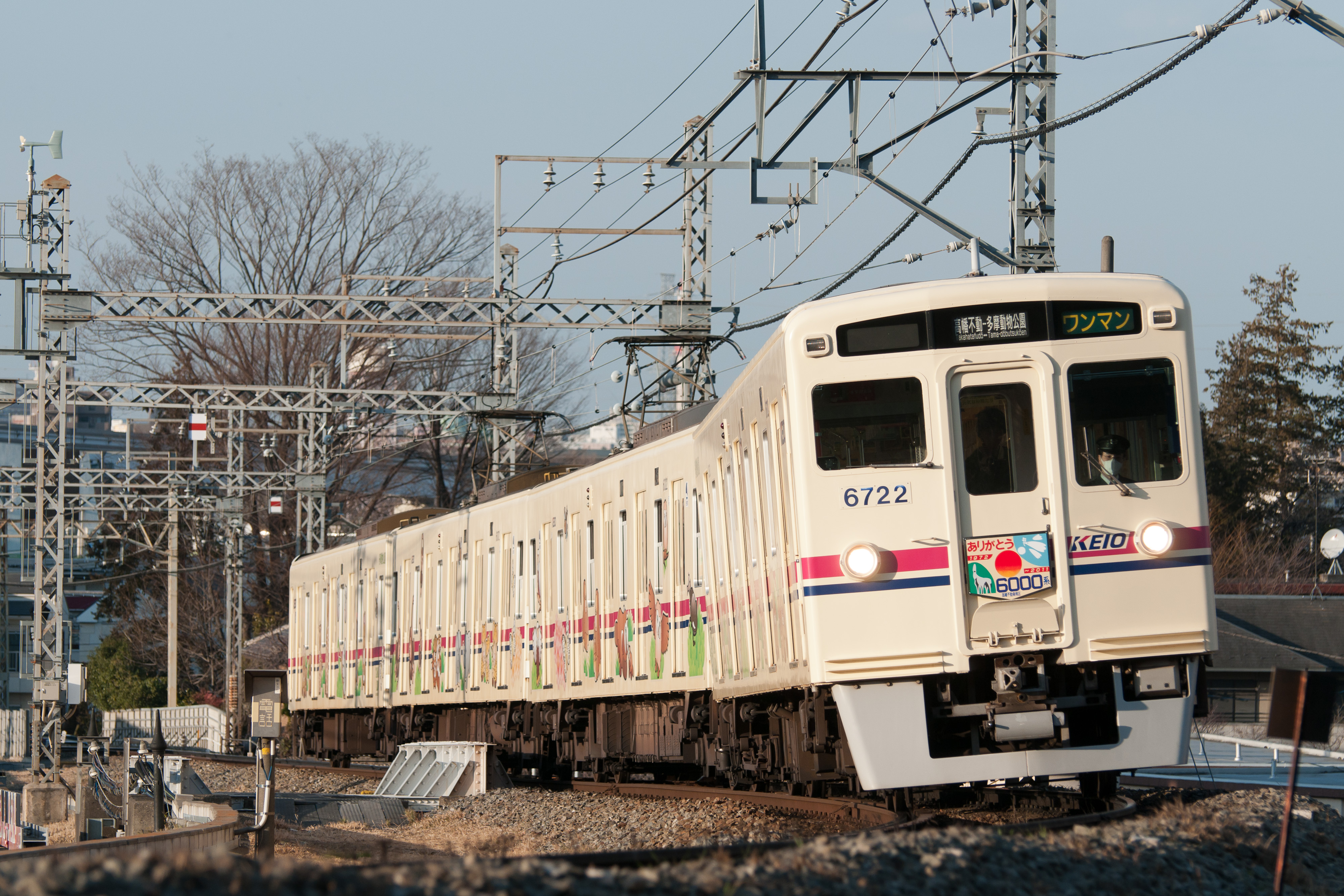
惜別ヘッドマークを付けた6722編成

2009年11月に6000系として最後に定期検査に入場した6416編成を1972年の登場時に近い塗装に復元し、廃車までこの塗装で運用された。帯色がえんじとなったほか、社名表記がKEIOからKTRに戻されている。2010年以降も残存した車両の廃車が継続した。
- 2010年
  - 2010年は新車の導入はなかったが、6715編成（1月）[193]・6717編成（8月）[28]の8両2編成、6410編成（4月）[28]・6413編成（4月）[28]・6414編成（4月）[28]・6415編成（4月）[28]の2両4編成、合計24両が廃車され、8両編成が消滅した。
- 2011年
  - 2011年も新車の導入はなかったが、6411編成（2月）[28]・6412編成（2月）[28]・6416編成（2月）[28]・6417編成（2月）[28]の2両4編成、6722編成（3月）[28]の4両1編成、合計12両が廃車された。
  - 2011年3月13日をもって営業運転を終了[5][27]。

## 運用

### 1970年代
6000系は急行用として6両編成で製造されたため、当初は5000系が7両編成で特急、6000系は6両編成で急行に運用された。1975年に6000系の8両編成が登場、平日の特急にも運用されるようになったが、一部駅ではホーム延伸が間に合わず、ラッシュに通勤急行などで6000系8両編成が運用される際は一部車両のドアを閉め切る措置が取られた。
オフシーズン休日の特急は高幡不動で京王八王子方面と高尾山口方面で分割される運転形態だったため、5000系が引き続き充当されていたが、一部の6000系の5両+3両編成化により6000系がオフシーズン休日の特急にも運用されるようになり、オンシーズン時には8両編成で「高尾」「陣馬」などのヘッドマーク付き列車などにも運用された。5両編成は平日日中にグリーン車とともに 各駅停車にも運用された。
1978年に京王新線が開業したが、乗入相手である新宿線開業までの1年半、相模原線からの通勤快速・快速に加え、笹塚 - 新線新宿間の折り返し運転が行われた。

### 1980年代
1980年3月から都営新宿線への乗入が始まったが、岩本町より東は6両編成までしか対応していなかったため当初京王車の乗入は岩本町までとなり、1987年12月に大島まで、1989年3月に本八幡までにホーム延伸、新宿線延伸に併せて乗入区間が拡大された。1981年9月からは朝ラッシュ時の乗入運用の一部が10両編成化され、2007年9月に京王車両で運用される列車は終日10両編成での運転となった。乗入開始当初から10両編成化までの間、乗入距離精算のため6000系が新宿線内を折り返す運用が1運用設定されていた。
朝ラッシュ時の相模原線から調布以東に直通する列車（相模原線系統）は京王八王子・高尾山口から調布以東に直通する系統（京王本線）の1時間当たり10本に対して半分の5本だったため、京王本線より先に輸送力が限界に達すると予想されたこと、京王線新宿駅と府中以西各駅の10両編成対応に時間を要したことから京王本線よりも先行して相模原線 - 新宿線乗入系統の10両編成化が実施された。東京都交通局は新宿線を6両編成対応で開業させた直後に8両・10両対応への延伸を行うこととなったが、東京都も開発に関連している多摩ニュータウンの輸送力確保が目的であることから協力的だったと言われている。
京王線新宿駅の10両編成対応が完了した1982年11月から京王本線 - 京王線新宿駅系統も10両編成化されたが、乗入系統とは2両編成の連結位置が異なっていた。30番台の2両編成は当初日中の運用がなく、全車若葉台で待機していた。

### 1990年代
8000系の登場により特急が10両編成化され、6000系は特急運用の任を下りたが、1992年から相模原線で8両編成の特急が運転されるようになったためこれに6000系が充当された。同時にシーズンダイヤの午後に高幡不動で高尾山口行き5両と多摩動物公園行き5両に分割・併合する急行が運転されるようになり、これに6000系が充当された。多摩動物公園発の編成は高幡不動到着後いったん京王八王子側に引き上げられ、高尾山口発の編成と連結された。
相模原線特急は8000系8両編成に順次置き換えられ、2001年に分割急行は廃止されている。5扉車は混雑の激しい編成中央部に連結するため、2両+5両+3両の編成で朝ラッシュ時は運用され、ラッシュ以降は3両または2両編成を切り離した7両または8両編成で各駅停車に運用された。
1999年には8000系増備により初期の抵抗制御車(6701F～6707F)が廃車となり、京王の営業車両は全て回生ブレーキ搭載車となった。
競馬場線が1999年に、動物園線が2000年にワンマン化されて以降はワンマン対応の6000系専用編成が使用された。

### 2000年代から全廃まで

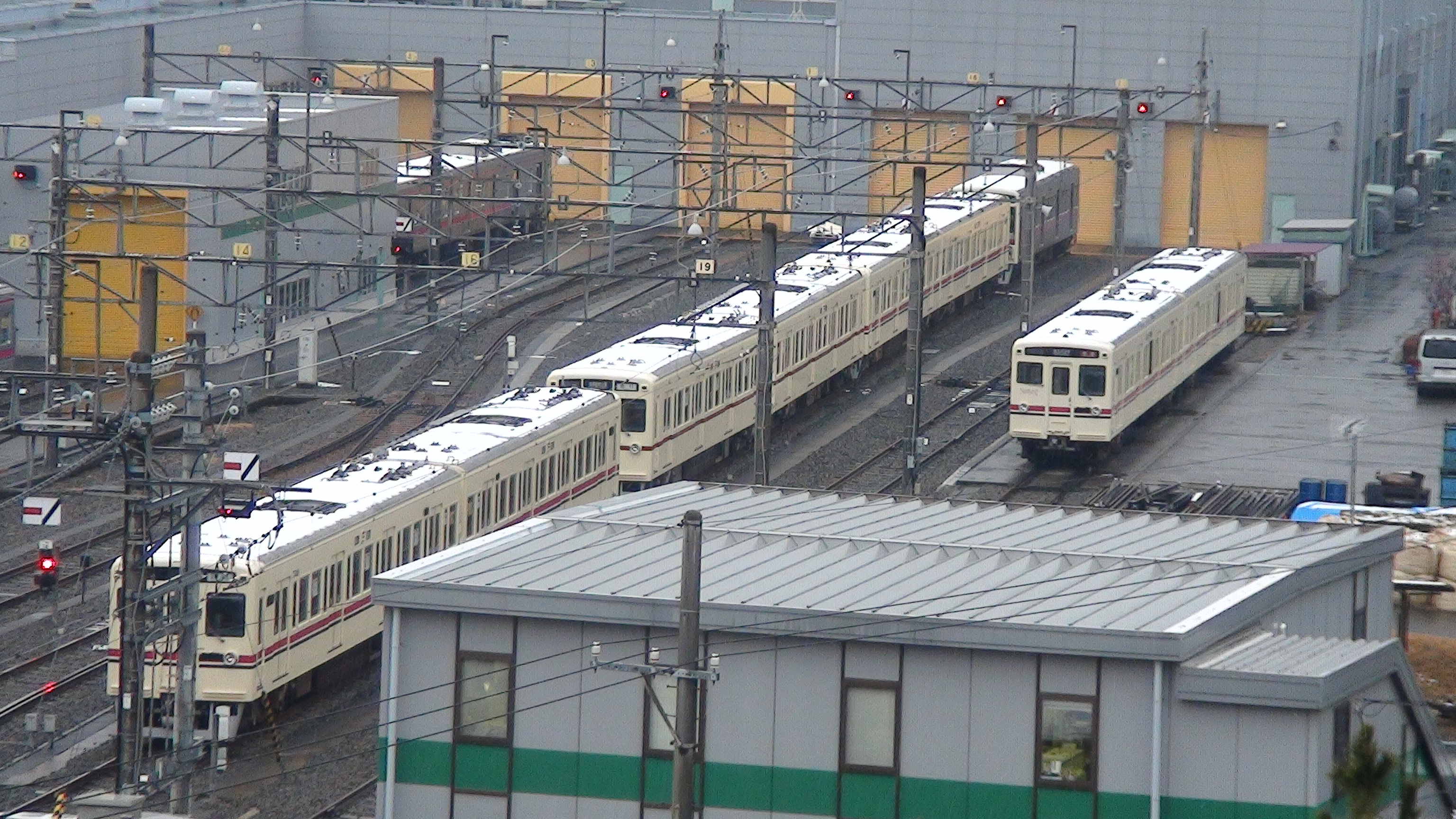
解体中の6416編成ほか

2001年に9000系が登場すると回生ブレーキのある界磁チョッパ車も廃車が始まり、廃車進行により徐々に運用の範囲を狭めていったが、都営新宿線のATCは耐雑音性が低く、VVVFインバータ制御車が乗り入れられなかったことから、ATC更新まで6000系が乗入用に専用された。2007年（平成19年）9月に新宿線乗入運用がすべて10両編成となって以降30番台は8両+2両の実質的な固定編成として運用された。
新宿線のATC更新後は急速に廃車が進行し、2009年（平成21年）6月に乗入運用から離脱、2010年（平成22年）8月に8両編成が全廃された。
5扉車改造の4扉車は当初他の5両編成と共通に運用されたが、他の5両編成が廃車されたのちは2本組み合わせた10両編成で使用された。5扉車6両編成は相模原線内折り返しの各駅停車に運用され、5扉車4両編成はワンマン化改造・ラッピングがほどこされたうえ、動物園線で運用された。競馬場線と動物園線のワンマン運転対応車が最後に残り、競馬場線用は2011年（平成23年）1月、動物園線用は2011年（平成23年）3月で運用を終え、全車廃車された。

## デワ600形

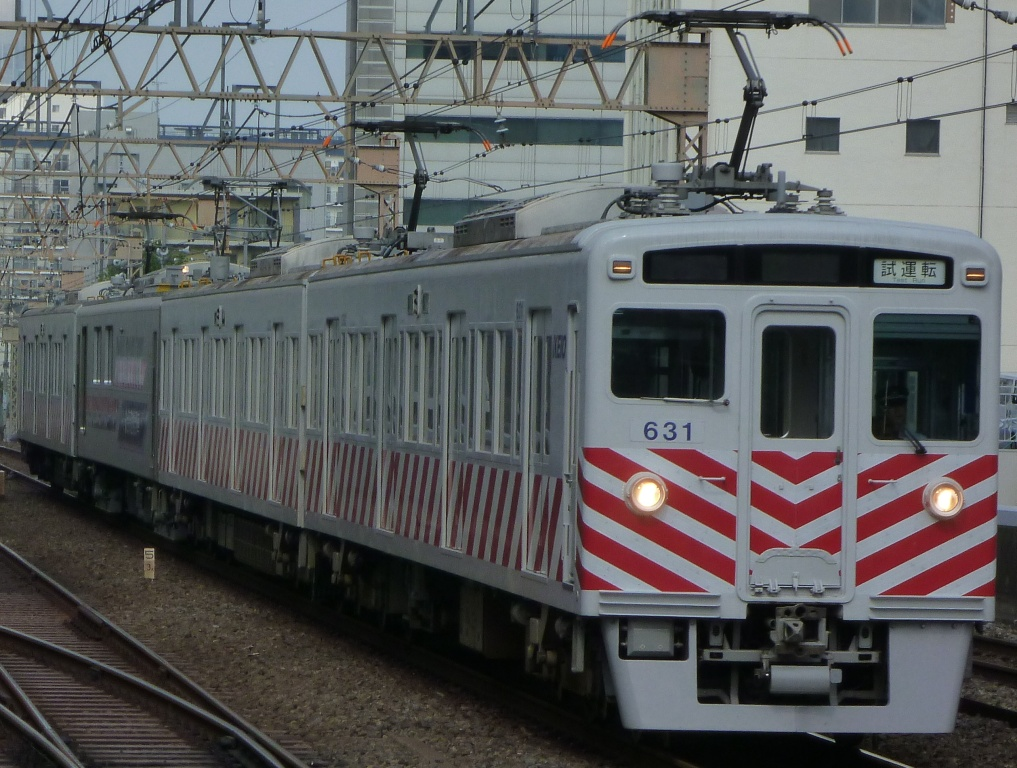
デワ600形
（2014年6月 笹塚駅）

1995年から事業用車として運用されていた5000系電動貨車の代替としてデハ6107・デハ6407・デハ6457が2004年10月にデワ600形電動貨車に改造された。デハ6107はデワ601に改造されたが、1両単独で運転できるよう、新宿寄りドアから前を切断し、クハ6707の運転台を取り付けるとともに自走に必要なすべての機器が搭載された。京王八王子寄りには構内運転用の簡易運転台が設けられた。空気圧縮機と主制御装置を床下に、ブレーキ制御装置、空気タンク、電動発電機が車内に搭載された。高圧機器が車内に搭載されたため、換気のため窓の一部が鎧戸とされた。デハ6407はデワ621となり、新宿寄りに簡易運転台が設けられた。ATS車上子を床下に搭載するため、一部の空気タンクが車内に搭載され、ATS装置本体も車内に搭載された。デハ6457を改造したデワ631には電動空気圧縮機を搭載するため、ブレーキ制御装置、一部の空気タンクが車内に移設された。デワ601の両側とデワ621の京王八王子寄連結器は棒連結器から密着連結器に交換されるとともにデワ601とデワ621の間に挟まれる貨車に電源を供給できるよう電気連結器が設けられた。車体塗装はグレーに変更され、夜間作業の視認性を高めるため正側面に赤白斜めのラインが入れられ、正面の白ラインは反射テープとなった。
チキ290形又はクヤ900形をデワ601とデワ621の間に挟んで使用されるほか、相模原線がATC化されたのちはATC非設置の6000系が若葉台検車区・若葉台工場に入出庫する際のけん引車としても使用された。
デヤ901・902形に置き換えられ、2016年4月に廃車された。

## 保存車

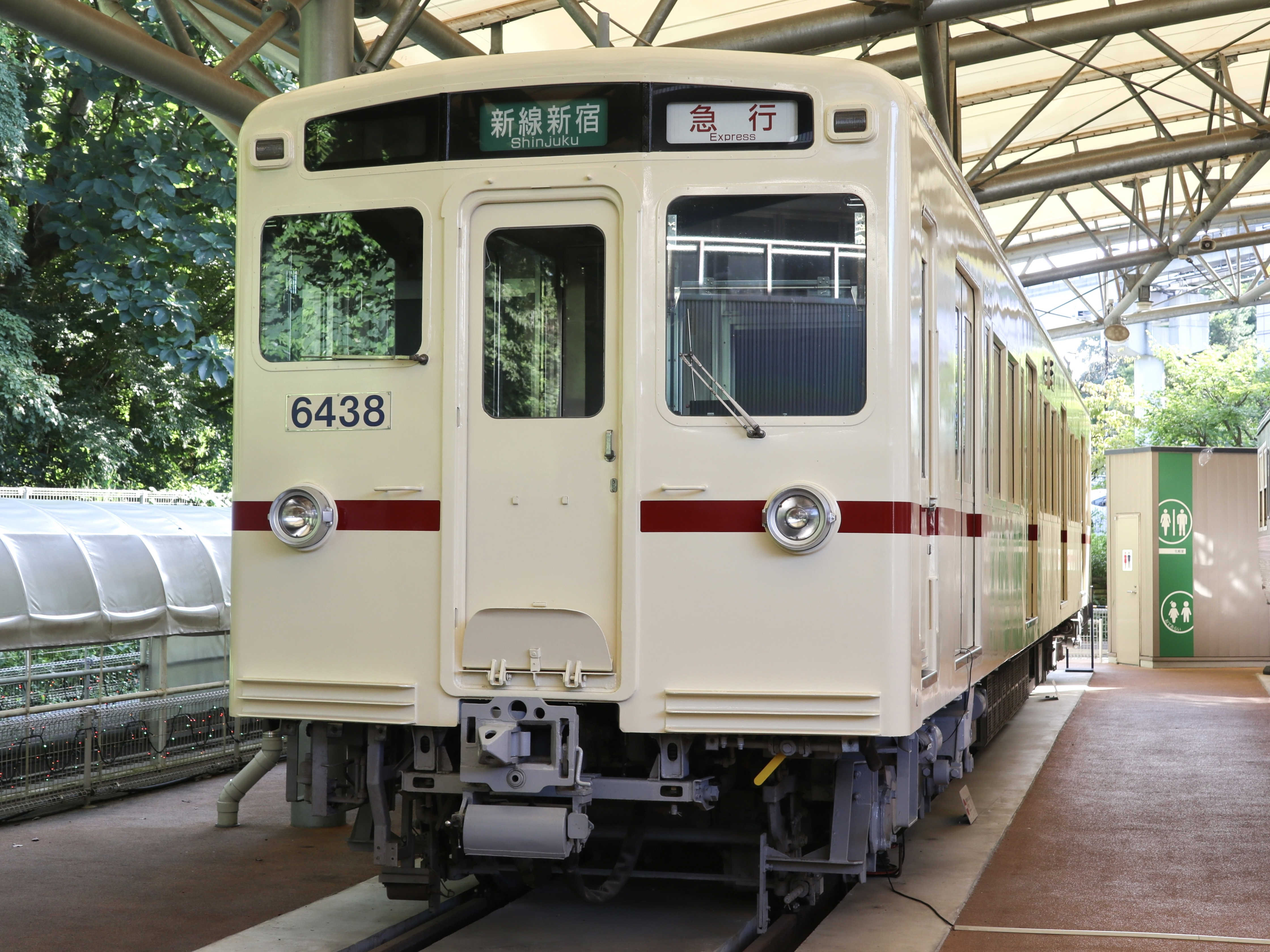
京王れーるランドに保存されたデハ6438（旧塗装、スカートなし）

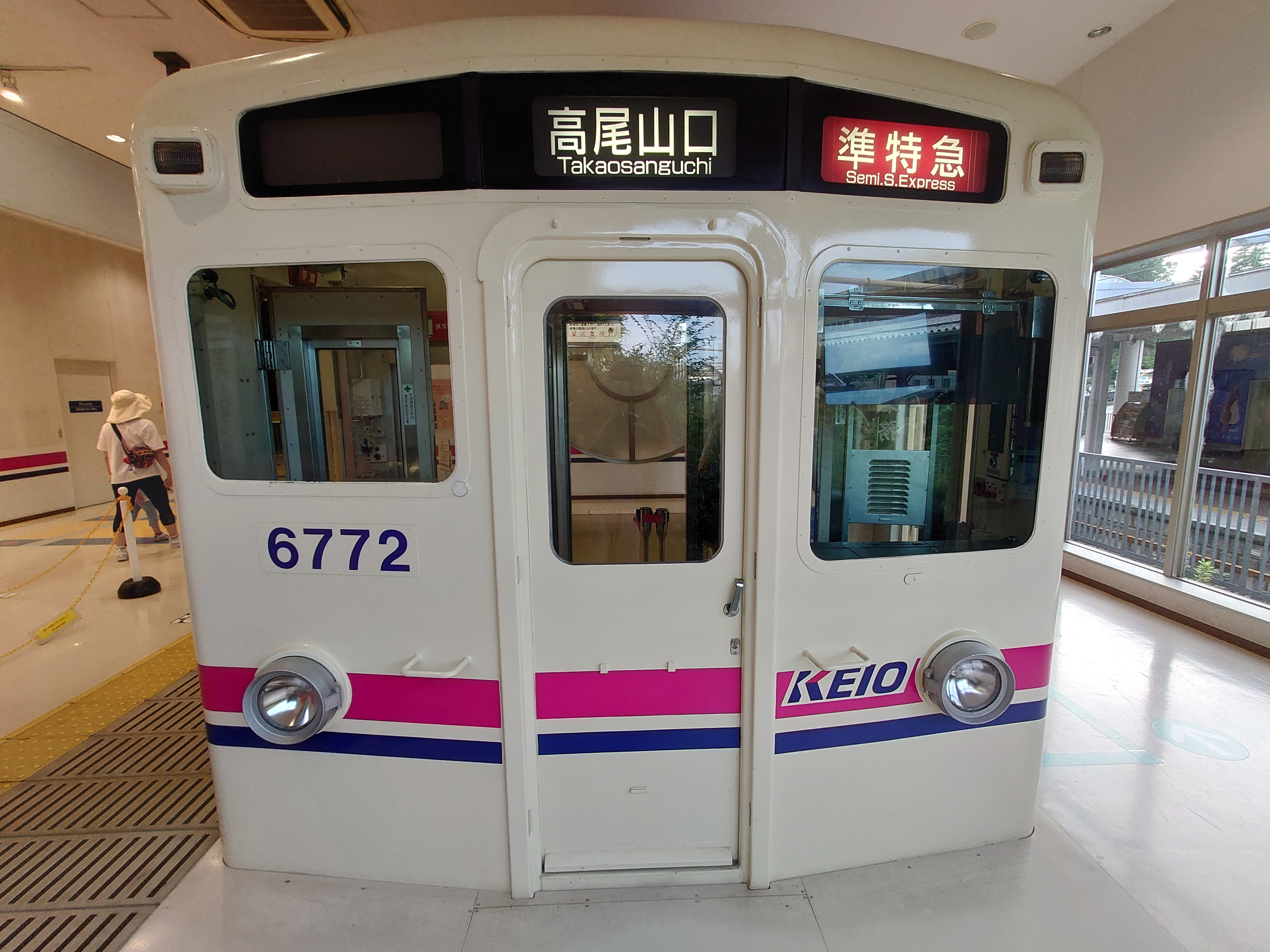
京王れーるランドに保存されたクハ6772のカットボディ

デハ6438が廃車後若葉台検車区で保管された後、2013年4月に多摩動物公園駅付近に移動、2013年10月から京王れーるランドで静態保存されている。開館当初は廃車時の京王レッドと京王ブルーの帯色だったが、2023年3月からは旧塗装のえんじの帯色にお色直しされている。また、スカートは2024年半ば（詳細不明瞭）に設置されたが、2024年1月に再度取り外された。
このほか、クハ6722とクハ6772の運転台部分が同所に展示されている。